# Kun Vilmos
Kun Vilmos (Győr, 1926. március 15. –  Budapest, 2015. szeptember 16.) Jászai Mari-díjas magyar színművész, érdemes művész. A budapesti Katona József Színház alapító tagja.

## Életpályája
A Színművészeti Főiskolát viszonylag későn, 29 évesen végezte el. Pályafutásának első huszonöt évét vidéki társulatoknál töltötte. Szülővárosa után Kaposvár, majd Debrecen, végül ismét a Csiky Gergely Színház következett. 1980-ban a Zsámbéki–Székely művészeti vezetés a Nemzeti Színházhoz szerződtette. 1982-ben a két művész lehetőséget kapott önálló társulat létrehozására, ekkor alakult meg Budapesti Katona József Színház. Kun Vilmos az alapítók közé tartozik, és élete végén is sokat foglalkoztatott művésze volt a színháznak. Több világhírre szert tett előadás szereplője, a társulattal több tucatnyi országban járt.
Számos film és tévéjáték mellett kétszáznál több szinkronszerepet is játszott.
Felesége Olsavszky Éva, kivel évtizedeken át szerepelt egy társulatban. Közös bemutatóik száma: 67.
A Színházi Adattárban rögzített bemutatók alapján készített feldolgozás szerint Zsámbéki Gábor legtöbbször – huszonötször – Kun Vilmost rendezte.
A művész az unoka korú művésztársak színházi sitcomjában (A Gondnokság) is emblematikus szerepet kapott.

## Színházi alakításaiból
A "Katona" előtt
- Shaw: 
  - Pygmalion (Freddy)[Mj. 1]
  - Szent Johanna (Dauphin)
- Shakespeare
  - Szentivánéji álom (Puck)
  - Troilus és Cressida (Pandarus)
  - Lear király (Gloster)
  - Athéni Timon (Apemantus)
- Katona József: Bánk bán (Tiborc)
- Gogol: A revizor (Hlesztakov)
- Csehov:
  - Sirály (Dorn doktor)
  - Ivanov (Sebelszkij gróf)
- Ödön von Horváth: Mesél a bécsi erdő (Kapitány)
- Heltai Jenő: A néma levente (Beppo)
- Čapek: Fiaim (Péter)
- Kohut: Ilyen nagy szerelem (Milán)
- Mrożek:
  - Bűbájos éj (Kedves kartárs)
  - Károly (Unoka)
- Radicskov: Repülési kísérlet (Kiro)
- Szuhovo-Kobilin: Terelkin halála (Tarelkin, Kopilov)
- Sütő András: A szuzai menyegző (Kalliszthenész)
- Móricz Zsigmond: Rokonok (Polgármester)
- Szép Ernő: Aranyóra (Bogdán)

A „Katonában”
- Shakespeare:
  - Ahogy tetszik (Le Beau)
  - Coriolanus
  - Vízkereszt, vagy amit akartok (Pap)
  - Hamlet (2. Sírásó)
  - Julius Caesar (Cicero)
- Harold Pinter: Hazatérés (Sam)
- Bulgakov: Menekülés (Apát)
- Dosztojevszkij-Forgách András: A játékos (Úr)
- Csehov:
  - Három nővér (Ferapont)
  - Platonov (Petrin)
  - Cseresznyéskert (Firsz)
  - Ivanov (Jegoruska)
- Füst Milán: Catullus (Ferox)
- Gogol: A revizor (Korobkin)
- Wedekind: Lulu (Dr. Goll)
- Brecht: Turandot (Miniszterelnök)
- Kárpáti Péter: Akárki (Köves bácsi)
- Pirandello: Ma este improvizálunk
- Halász Péter: Pillanatragasztó (Vova)
- Gombrowicz: Yvonne, Burgundi hercegnő (Marsall)
- Caragiale: Az elveszett levél (Agamemnon Dandanache)
- Lőrinczy Attila: Balta a fejbe (Apika)
- Fallada: Mi lesz veled emberke? (Mörscel úr)
- Handke: Az óra, amikor semmit nem tudunk
- Weöres Sándor: Szent György és a sárkány (Mauritius)
- Vinnai András-Bodó Viktor: Ledarálnakeltűntem
- Spiró György: Koccanás (Öregember)[Mj. 2]
- Srbljanović: Sáskák (Apa)
- Knut Hamsun-Forgách András: Éhség
- Dorota Masłowska: Két lengyelül beszélő szegény román (Vénember)
- Nádas Péter: Szirénének
- A Gondnokság: A nagy kun
- Anamnesis[Mj. 3]

## Filmjei

### Játékfilmek
- A mi földünk (1959)[4]
- Budapesti mesék (1976) – A borbély
- Tíz év múlva (1979)
- Köszönöm, megvagyunk (1980) – Orvos
- Kabala (1981)
- Mephisto 1-2. (1981) – Knorr felügyelő
- Egymásra nézve (1982) – Vándor elvtárs
- Elveszett illúziók (1982)
- Szerencsés Dániel (1982) – Férfi a hotelnél
- A csoda vége (1983)
- Az óriás (1984)
- Szirmok, virágok, koszorúk (1984) – Börtönigazgató
- Yerma (1984)
- Megfelelő ember kényes feladatra (1985) – Professzor
- Szerelem első vérig (1985)
- Soha, sehol, senkinek! (1988) – Tanító
- A revizor (1989) – Korobkin
- A tékozló apa (1992) – Shammal
- A három testőr Afrikában (1996) – Köztársasági elnök
- Egérút (1999, rajz-játékfilm) – Zuzmó, az erdő bírája (hang)
- Kísértések (2002)
- Rinaldó (2002) – Laci bá
- Somlói galuska (2002, rövid játékfilm)
- Szent Iván napja (2002) – Idős férfi a metrón
- Fiúk a házból (2004, rövid játékfilm)
- Sorstalanság (2004) – Nagypapa
- Antik (2005, rövid játékfilm) – Öregember
- Palika leviszi a szemetet (2005, rövid játékfilm) – Laci bácsi
- Buhera mátrix (2007) – Bandi bácsi
- Tabló (2008)
- Legenda (2011) – Ili férje
- Coming out (2013) – Mr. Szabó

### Tévéfilmek, televíziós sorozatok
- Ficzek úr (1974)
- Napló (1975)
- Néró és a VII/A (1977)
- Önfelszámolás (1977)
- A három jószívű rabló (1979) – Szivarsszon kalauz
- Angliai II. Edward élete (1979) – Érsek
- Gombó kinn van (1979) – Sas Andor
- Kulcskeresők (1980)
- Kiválasztottak (1981)
- Századunk (1981, tévésorozat) – Sztójay
- Utolsó alkalom (1981) – Jakab úr, tanú
- A pártfogó (1982) – Ocsenás Bálint
- A tizenharmadik elnök (1982)
- Az aranyelefánt (1982)
- Glória (1982) – Tanulmányi felvételis
- Liszt Ferenc (1982) – Salieri
- A béke szigete (1983) – Német
- A láperdő szelleme (1983) – Ember
- A piac (1983) – Olajkár, rakodó
- Akár tetszik, akár nem… (1983)
- Atomzsarolás (1983) – Mr. Rogers
- Az utolsó futam (1983) – Könyvelő
- Békestratégia (1983)[5]
- Japán szalon (1983)
- Lapzárta előtt (1983)
- Linda (1983-1989) – Rendőr törzsőrmester, tokodi Vilmos / Németh István
- Napos oldal (1983)
- Egy lócsiszár virágvasárnapja (1984) – Vámos
- Faustus doktor boldogságos pokoljárása 1-10. (1984, tévésorozat)
- Örökkön-örökké (1984)
- Szerelmek (1984) – Öreg
- A kaméliás hölgy (1985)[6] – Joseph
- Az idegen gyermek (1985) – Szergej Kovanlov, a papa
- Börtön (1985)
- Kémeri 1-5. (1985, tévésorozat) – Suhajda professzor
- Rómeó, Júlia és a sötétség (1985)
- Széchenyi napjai 1-6. (1985, tévésorozat) – Rechberg
- Szép história (1985)
- Üvegvár a Mississippin (1985)[6] – Rossmann úr
- 33 névtelen levél (1986) – Lajos bácsi
- Bujdosó András számonkérése (1986)
- Farkascsapda (1986)
- Nem probléma (1986) – Gáspár
- A megoldás (1987) – Szidorkov
- A nap lovagja (1987) – Öreg gróf
- Aranyóra (1987) – Az aranyozó
- Baltazárok (1987) – Doktor
- Nyolc évszak 1-8. (1987, tévésorozat) – Vlasics Márkó
- A védelemé a szó (1988, tévésorozat)
- Jubileum (1988) – Berza bácsi
- Luca néni feltámadása (1988)
- Miniszter (1988)
- Szigorú idők (1988)
- Szomszédok (1988-1999) – Dénes bácsi
- A trónörökös (1989)
- Égető Eszter (1989, tévésorozat)
- Holnapra a világ (1989)
- Margarétás dal (1989)
- A főügyész felesége (1990)
- Angyalbőrben (1990, tévésorozat)
- Családi kör (1990)
- Egy államférfi vallomásai (1990)
- Pénzt, de sokat! (1991)
- Titok (1992)
- Ábel az országban (1994) – Borbély
- Devictus Vincit 1-2. (1994)
- Három idegen úr (1994) – Csősz
- A párduc és a gödölye (1995)
- Helyet az ifjúságnak! (1995) – János bácsi
- Patika 1-14. (1995) – Uzsi
- Ábel Amerikában (1997)
- Komédiások 1-9. (2000, tévésorozat)
- Nemzedékek, egymás között (2002, tévésorozat)
- Zsaruvér és Csigavér II.: Több tonna kámfor (2002) – Guszt bácsi
- Jóban Rosszban 32-35. (2005, tévésorozat) – Molnár Arnold
- Egy rém rendes család Budapesten (2007, tévésorozat) – Béla bácsi
- Könyveskép (2007, tévésorozat) – Szomszéd
- Koccanás (2009) – Öregember
- Kányadombi indiánok (2011) – Nagypapa

## Szinkronszerepei

### Filmek
| Év   | Cím                                                                              | Szereplő                             | Színész                    | Szinkron év |
| ---- | -------------------------------------------------------------------------------- | ------------------------------------ | -------------------------- | ----------- |
| ?    | A nagypapa teleszkópja                                                           | Nagypapa                             | Louis Miehe-Renard         | 1986        |
| 1930 | Juno és a páva                                                                   | „Joxer” Daly                         | Sidney Morgan              | 1992        |
| 1933 | A 42. utca foglya                                                                | Jones                                | Robert McWade              | 1995        |
| 1936 | Téboly (2. magyar szinkron)                                                      | N/A                                  | N/A                        | 1998        |
| 1939 | Elfújta a szél (első-két magyar szinkron)                                        | Dr. Meade                            | Harry Davenport            | 1994        |
| 1939 | Elfújta a szél (első-két magyar szinkron)                                        | Dr. Meade                            | Harry Davenport            | 1995        |
| 1939 | Ninocska                                                                         | Szovjet jogász                       | Edwin Stanley              | 1991        |
| 1939 | Óz, a csodák csodája (4. magyar szinkron)                                        | Henry bácsi                          | Charley Grapewin           | 2000        |
| 1940 | Kitty Foyle – Egy nő története                                                   | Mr. Kennett                          | Walter Kingsford           | 1996        |
| 1940 | Maddalena, magatartásból elégtelen (2. magyar szinkron)                          | N/A                                  | N/A                        | 1997        |
| 1940 | Santa Fé ösvény (1. magyar szinkron)                                             | John Brown                           | Raymond Massey             | 1992        |
| 1942 | Fracasse kapitány                                                                | N/A                                  | N/A                        | 1993        |
| 1943 | A Goupi-tanya                                                                    | Goupi Császár                        | Maurice Schutz             | 2004        |
| 1943 | Blimp ezredes élete és halála                                                    | N/A                                  | N/A                        | 2005        |
| 1943 | Drakula fia                                                                      | Brewster doktor                      | Frank Craven               | 2004        |
| 1944 | V. Henrik (2. magyar szinkron)                                                   | Canterburyi érsek                    | Felix Aylmer               | 1999        |
| 1945 | Elbűvölve (2. magyar szinkron)                                                   | Dr. Alexander Brulov                 | Michael Chekhov            | 1995        |
| 1946 | Az élet csodaszép (3. magyar szinkron)                                           | Mr. Emil Gower                       | H. B. Warner               | 2005        |
| 1949 | A főfelügyelő (2. magyar szinkron)                                               | N/A                                  | N/A                        | 1998        |
| 1949 | A harmadik ember (1. magyar szinkron)                                            | Crabbin                              | Wilfrid Hyde-White         | 1997        |
| 1950 | A két Lotti                                                                      | Dr. Steineckher                      | Gustav Waldau              | 1993        |
| 1952 | A vörös kalóz                                                                    | Kormányzó                            | Eliot Makeham              | 1993        |
| 1952 | Tiltott játékok                                                                  | N/A                                  | N/A                        | 1984        |
| 1952 | Viva Zapata! (2. magyar szinkron)                                                | Senor Espejo, Josefa apja            | Florenz Ames               | 1998        |
| 1953 | Az urak a szőkéket szeretik                                                      | Főpincér a hajón                     | Jean Del Val               | 1990        |
| 1953 | Egy nyár Mónikával                                                               | N/A                                  | N/A                        | 2009        |
| 1953 | Monsieur Bard különös óhaja                                                      | Jegyző                               | Lucien Callamand           | 1995        |
| 1953 | Niagara                                                                          | Hajókölcsönző                        | Will Wright                | 1995        |
| 1953 | Ő                                                                                | Velasco atya                         | Carlos Martínez Baena      | 1994        |
| 1953 | Thérèse Raquin                                                                   | Grivet                               | Martial Rèbe               | 1994        |
| 1954 | A folyó, ahonnan nincs visszatérés                                               | Ben, a vegyeskereskedés tulajdonosa  | Don Beddoe                 | 2001        |
| 1954 | A repülő osztály                                                                 | N/A                                  | N/A                        | 1992        |
| 1954 | Az apacs harcos (1. magyar szinkron)                                             | N/A                                  | N/A                        | 1990        |
| 1954 | Az utolsó akció                                                                  | Oscar                                | Paul Oettly                | 1986        |
| 1954 | Cadet Rousselle kalandjai                                                        | A plébános                           | René Génin                 | 1999        |
| 1954 | Viktória – Egy királynő leánykora                                                | Lord Cunningham                      | Alfred Neugebauer          | 1993        |
| 1954 | Vörös és fekete (3. magyar szinkron)                                             | Sorel                                | N/A                        | 1998        |
| 1955 | A pillanat embere                                                                | Sir Horace                           | Evelyn Roberts             | 1994        |
| 1955 | Az aranykezű férfi (2. magyar szinkron)                                          | Harry Lane                           | Will Wright                | 2001        |
| 1955 | Don Camillo és a tiszteletreméltó Peppone (1. magyar szinkron)                   | N/A                                  | N/A                        | 1997        |
| 1956 | A nap szerelmese                                                                 | Dr. Gachet                           | Everett Sloane             | 2007        |
| 1956 | A szürke öltönyös férfi                                                          | Edward M. Schultz                    | Joseph Sweeney             | 1997        |
| 1956 | Elena és a férfiak (1. magyar szinkron)                                          | Gribiche                             | N/A                        | 1994        |
| 1956 | Gazdagok és szerelmesek                                                          | Seth Lord                            | Sidney Blackmer            | 1992        |
| 1956 | Háború és béke                                                                   | Kutuzov tábornok                     | Oskar Homolka              | 1992        |
| 1957 | Megmentettem az életemet                                                         | Gázóraleolvasó                       | Albert Michel              | 1982        |
| 1957 | Salzburgi történetek                                                             | Leopold                              | Richard Romanowsky         | 1993        |
| 1958 | Az öreg halász és a tenger (2. magyar szinkron)                                  | Az öreg halász                       | Spencer Tracy              | 2000        |
| 1958 | Légy szép és tartsd a szád! (2. magyar szinkron)                                 | Gotterat felügyelő                   | Robert Dalban              | 1986        |
| 1958 | Oroszlánkölykök                                                                  | Tejesember                           | George Meader              | 1997        |
| 1958 | Palimadarak (2. magyar szinkron)                                                 | Dante Cruciani                       | Totò                       | 1993        |
| 1959 | Az apáca története                                                               | Pascin                               | Charles Lamb               | 1989        |
| 1959 | Dr. Cordelier végrendelete (2. magyar szinkron)                                  | N/A                                  | N/A                        | 2001        |
| 1959 | El Paóban nő a láz (2. magyar szinkron)                                          | Carlos Barreiro elnök                | Andrés Soler               | 1993        |
| 1959 | Lotna                                                                            | N/A                                  | N/A                        | 2000        |
| 1959 | Salamon és Sába királynője (1. magyar szinkron)                                  | Dávid király                         | Finlay Currie              | 2004        |
| 1959 | Utolsó vonat Gun Hillből (1. magyar szinkron)                                    | Keno, Catherine apja                 | Charles Stevens            | 1990        |
| 1960 | A botrány szele                                                                  | N/A                                  | N/A                        | 1991        |
| 1960 | A kaland                                                                         | Öregember a szigeten                 | Jack O’Connell             | 1997        |
| 1960 | A matador                                                                        | Ékszerész                            | N/A                        | 2000        |
| 1960 | Menekülésre ítélve                                                               | N/A                                  | N/A                        | 1993        |
| 1960 | Pollyanna                                                                        | Karl Warren                          | Donald Crisp               | 1993        |
| 1960 | Rocco és fivérei (2. magyar szinkron)                                            | N/A                                  | N/A                        | 1999        |
| 1961 | A szórakozott professzor                                                         | Elkins edző                          | Wally Brown                | 1992        |
| 1961 | Egy nehéz élet (2. magyar szinkron)                                              | Vizsgabizottság elnöke               | Franco Scandurra           | 1992        |
| 1961 | El Cid (1. magyar szinkron)                                                      | Don Diego                            | Michael Hordern            | 1986        |
| 1961 | Gyilkosság, mondta a hölgy (2. magyar szinkron)                                  | Mr. Stringer                         | Stringer Davis             | 1998        |
| 1961 | Navarone ágyúi                                                                   | Weaver                               | Michael Trubshawe          | 1991        |
| 1961 | Szomjúság                                                                        | N/A                                  | N/A                        | 1989        |
| 1962 | A leghosszabb nap (1. magyar szinkron)                                           | N/A                                  | N/A                        | 1990        |
| 1962 | Az ördög és a tízparancsolat                                                     | Felügyelő                            | Noël Roquevert             | 1991        |
| 1962 | Igaz mese a Grimm testvérekről                                                   | Varga                                | Laurence Harvey            | 1994        |
| 1962 | Vigyázat, feltaláló!                                                             | N/A                                  | N/A                        | 1992        |
| 1963 | A fontos személyek                                                               | Dr. Schwatzbacher                    | Martin Miller              | 1997        |
| 1963 | A megvetés (1. magyar szinkron)                                                  | Fritz Lang                           | Fritz Lang                 | 1999        |
| 1963 | Acapulcói kaland (1. magyar szinkron)                                            | Mr. Ramírez, a Hilton igazgatója     | Alberto Morin              | 1987        |
| 1963 | Adrian Messenger listája                                                         | Marquis of Gleneyre                  | Clive Brook                | 1995        |
| 1963 | Leszámolás Tokióban                                                              | N/A                                  | N/A                        | 1991        |
| 1963 | Szörnyetegek (2. magyar szinkron)                                                | N/A                                  | N/A                        | 2005        |
| 1963 | Tegnap, ma, holnap (2. magyar szinkron)                                          | N/A                                  | N/A                        | 1991        |
| 1964 | A sárga Rolls-Royce                                                              | Norwood                              | Roland Culver              | 1997        |
| 1964 | Gyilkosság a hajón (2. magyar szinkron)                                          | N/A                                  | N/A                        | 2001        |
| 1964 | Mary Poppins                                                                     | Jones konstábler                     | Arthur Treacher            | 1986        |
| 1965 | A fránya macska                                                                  | Mr. Hofstedder                       | Ed Wynn                    | 1993        |
| 1965 | A muzsika hangja                                                                 | Zeller úr                            | Ben Wright                 | 1989        |
| 1965 | Dollár-trilógia 2.: Pár dollárral többért (2. magyar szinkron)                   | Idős próféta                         | Joseph Egger               | 2002        |
| 1965 | Don Camillo elvtárs (1. magyar szinkron)                                         | N/A                                  | N/A                        | 1994        |
| 1965 | Ebadta kutyakölykök                                                              | Dr. J.L. Pruitt                      | Charles Ruggles            | 1994        |
| 1965 | Júlia és a szellemek (2. magyar szinkron)                                        | Nagypapa                             | Lou Gilbert                | 1993        |
| 1965 | Káprázat (1. magyar szinkron)                                                    | N/A                                  | N/A                        | 1984        |
| 1965 | Káprázat (1. magyar szinkron)                                                    | Joe Turtle                           | Neil Fitzgerald            | 2000        |
| 1965 | Killer Kid                                                                       | Pap                                  | Carl Lange                 | 1991        |
| 1965 | Mandragóra (2. magyar szinkron)                                                  | N/A                                  | N/A                        | 1991        |
| 1965 | Mi újság, cicamica? (1. magyar szinkron)                                         | Etienne                              | Jacques Balutin            | 1985        |
| 1966 | Dollár-trilógia 3.: A Jó, a Rossz és a Csúf (2. magyar szinkron)                 | Fegyverkereskedő                     | Enzo Petito                | 2002        |
| 1966 | Buffalo Bill visszatér                                                           | N/A                                  | N/A                        | 2004        |
| 1966 | Főnök inkognitóban                                                               | Henrique embere                      | Robert Dalban              | 1983        |
| 1966 | Jönnek az oroszok! Jönnek az oroszok!                                            | Fendall Hawkins                      | Paul Ford                  | 2004        |
| 1966 | Szigorúan ellenőrzött vonatok                                                    | Járásbírósági tag                    | N/A                        | 1967        |
| 1967 | Bilincs és mosoly                                                                | N/A                                  | N/A                        | 1983        |
| 1967 | Folytassa az idegenlégióban! (2. magyar szinkron)                                | Nokkedli őrmester                    | Phil Silvers               | 1991        |
| 1967 | Folytassa, doktor! (2. magyar szinkron)                                          | Mr. Hardcastle                       | Deryck Guyler              | 1991        |
| 1967 | Hidegvérrel                                                                      | Jensen                               | Paul Stewart               | 2002        |
| 1967 | Isten megbocsát, én nem! (2. magyar szinkron)                                    | Öreg sírásó, órás                    | Franco Gulà                | 2000        |
| 1968 | A bika jegyében                                                                  | N/A                                  | N/A                        | 1983        |
| 1968 | A legszebb kor                                                                   | Professzor                           | Vladimír Smeral            | 1998        |
| 1968 | A majmok bolygója (2. magyar szinkron)                                           | Dr. Zaius                            | Maurice Evans              | 2002        |
| 1968 | A pokol tornácán                                                                 | Joe Horn                             | Bruce Cabot                | 1995        |
| 1968 | Charly – Virágot Algernonnak (2. magyar szinkron)                                | N/A                                  | N/A                        | 1990        |
| 1968 | Ezer pofon ajándékba                                                             | Idős seriff                          | N/A                        | 2000        |
| 1968 | Hurrá, van seriffünk! (1. magyar szinkron)                                       | Olly Perkins                         | Harry Morgan               | 1994        |
| 1968 | Különleges történetek (1. magyar szinkron)                                       | N/A                                  | N/A                        | 1994        |
| 1968 | Mayerling (1. magyar szinkron)                                                   | Ferenc József császár                | James Mason                | 1993        |
| 1968 | Pancser a vadnyugaton                                                            | N/A                                  | N/A                        | 2003        |
| 1968 | Tetőnk, a csillagos ég                                                           | Álbankár                             | N/A                        | 1990        |
| 1969 | A nemlétező lovag                                                                | N/A                                  | N/A                        | 2007        |
| 1969 | Anna ezer napja (2. magyar szinkron)                                             | N/A                                  | N/A                        | 2003        |
| 1969 | Az állatnak meg kell halnia                                                      | Parasztgazda                         | Jean-Louis Maury           | 1995        |
| 1969 | Királyi harc a Napért (1. magyar szinkron)                                       | Habsburg Károly                      | James Donald               | 1985        |
| 1969 | Mackenna aranya (1. magyar szinkron)                                             | Sanchez                              | Keenan Wynn                | 1987        |
| 1970 | A 22-es csapdája (2. magyar szinkron)                                            | Daneeka doki                         | Jack Gilford               | 1996        |
| 1970 | A pap felesége (2. magyar szinkron)                                              | Don Filippo                          | Gino Cavalieri             | 1997        |
| 1970 | A vörös kör (2. magyar szinkron)                                                 | N/A                                  | N/A                        | 1997        |
| 1970 | Hasis (1. magyar szinkron)                                                       | Nyomozószakértő                      | Pierre Dux                 | 1991        |
| 1970 | Scrooge (1. magyar szinkron)                                                     | Mr. Fezziwig                         | Laurence Naismith          | 1992        |
| 1971 | A nagyfőnök                                                                      | Nagybácsi                            | Chia Ching Tu              | 1994        |
| 1971 | A plébános felesége (1. magyar szinkron)                                         | Püspök                               | Paul Meurisse              | 1984        |
| 1971 | Apacs kapitány                                                                   | J. P. Sooms                          | N/A                        | 1996        |
| 1971 | Arany a prérin                                                                   | Öreg távírász                        | Francisco Sanz             | 1999        |
| 1971 | Az ördög jobb és bal keze 2.                                                     | Denveri bandita                      | Fortunato Arena            | 1992        |
| 1971 | Banánköztársaság (1. magyar szinkron)                                            | Bíró                                 | Arthur Hughes              | 2001        |
| 1971 | Csoda olasz módra (2. magyar szinkron)                                           | N/A                                  | N/A                        | 2004        |
| 1971 | Dekameron                                                                        | Gennaio                              | N/A                        | 2002        |
| 1971 | Kutyák és emberek                                                                | Havelka                              | Vlastimil Brodský          | 1992        |
| 1971 | Minden lében két kanál – 6. rész: Történelmi pillanat (első-két magyar szinkron) | Porter                               | Campbell Singer            | 1984        |
| 1971 | Minden lében két kanál – 6. rész: Történelmi pillanat (első-két magyar szinkron) | William Benton                       | Duncan Lamont              | 1997        |
| 1971 | Minden lében két kanál – 19. rész: Másnap (2. magyar szinkron)                   | Lars Seelman                         | Griffith Jones             | 1984        |
| 1971 | Minden lében két kanál – 20. rész: Elolvasás után megsemmisíteni                 | Chivers                              | George Merritt             | 1997        |
| 1971 | Minden lében két kanál – 21. rész: Haláleset a családban (3. magyar szinkron)    | Caith hercege                        | Roland Culver              | 1997        |
| 1971 | Párbaj (2. magyar szinkron)                                                      | Öreg                                 | Charles Seel               | 2004        |
| 1972 | A mező liliomai                                                                  | Simon                                | Ľudovít Kroner             | 1991        |
| 1972 | Alfredo, Alfredo (2. magyar szinkron)                                            | N/A                                  | N/A                        | 2003        |
| 1972 | Amit tudni akarsz a szexről… (de sosem merted megkérdezni) (1. magyar szinkron)  | Dr. Bernardo                         | John Carradine             | 1983        |
| 1972 | Az igazi és a hamis                                                              | De Vecchi ügyvéd                     | Ettore Geri                | 1990        |
| 1972 | Az ördögök éjszakája (2. magyar szinkron)                                        | Pap                                  | N/A                        | 1990        |
| 1972 | Canterbury mesék                                                                 | N/A                                  | N/A                        | 2002        |
| 1972 | Csibész                                                                          | N/A                                  | N/A                        | 1997        |
| 1972 | Egy olyan szép lány, mint én                                                     | Börtönőr                             | Gaston Ouvrard             | 2003        |
| 1972 | Folytassa, főnővér! (2. magyar szinkron)                                         | Arthur, a portás                     | Derek Francis              | 1991        |
| 1972 | Halál a stúdióban                                                                | Dr. Frowein                          | Kurd Pieritz               | 1985        |
| 1972 | Mindent bele, fiúk! (2. magyar szinkron)                                         | Öreg                                 | Cyril Cusack               | 1992        |
| 1972 | Mr. Süket trükkjei (2. magyar szinkron)                                          | N/A                                  | N/A                        | 2001        |
| 1972 | Téboly (2. magyar szinkron)                                                      | Portás a hotelben                    | Jimmy Gardner              | 1999        |
| 1972 | Vigyázat, vadnyugat! (1. magyar szinkron)                                        | Ben Olsen                            | Enzo Fiermonte             | 1984        |
| 1973 | A nagy balhé (első-két magyar szinkron)                                          | Rulett-krupié                        | William „Billy” Benedict   | 1985        |
| 1973 | A nagy balhé (első-két magyar szinkron)                                          | Burleszk-ház komikusa                | Leonard Barr               | 2005        |
| 1973 | Az Észak császára                                                                | N/A                                  | N/A                        | 2004        |
| 1973 | Az ördögűző (2. magyar szinkron)                                                 | Tom, egyetemi elnök                  | Reverend Thomas Bermingham | 2001        |
| 1973 | Charley és az őrangyal                                                           | Roy Zerney, az őrangyal              | Harry Morgan               | 1992        |
| 1973 | Jákob rabbi kalandjai (2. magyar szinkron)                                       | Jákob rabbi                          | Marcel Dalio               | 2000        |
| 1973 | Ne nyúlj a fehér nőhöz!                                                          | Ülő Bika apja                        | Henri Piccoli              | 2002        |
| 1973 | Pat Garrett és Billy, a kölyök (1. magyar szinkron)                              | Bob Ollinger seriffhelyettes         | R. G. Armstrong            | 1991        |
| 1973 | Pillangó (1. magyar szinkron)                                                    | Öreg bizalmas                        | Liam Dunn                  | 1997        |
| 1973 | Pillangó (1. magyar szinkron)                                                    | N/A                                  | N/A                        | 1997        |
| 1974 | A farmer felesége                                                                | Allan papa                           | Frank Cady                 | 1983        |
| 1974 | Az ifjú Frankenstein                                                             | N/A                                  | N/A                        | 1994        |
| 1974 | Az Odessa-dosszié (1. magyar szinkron)                                           | Marx                                 | Martin Brandt              | 1993        |
| 1974 | Egy hatás alatt álló nő                                                          | Dr. Zepp                             | Eddie Shaw                 | 1995        |
| 1974 | Késői találkozás (2. magyar szinkron)                                            | Stephen                              | John Le Mesurier           | 1999        |
| 1974 | Két legyet egy csapásra                                                          | Seriff                               | Pino Ferrara               | 1990        |
| 1974 | Monte Cristo grófja (1. magyar szinkron)                                         | N/A                                  | N/A                        | 1980        |
| 1974 | Özönvíz                                                                          | N/A                                  | N/A                        | 2001        |
| 1974 | Pénzt vagy életet! (2. magyar szinkron)                                          | O’Neill őrnagy                       | Cyril Cusack               | 2003        |
| 1974 | Sugarlandi hajtóvadászat (2. magyar szinkron)                                    | Mr. Alvin T. Nocker                  | A. L. Camp                 | 2004        |
| 1975 | A cápa (2. magyar szinkron)                                                      | Harry Wiseman                        | Alfred Wilde               | 2005        |
| 1975 | A nagy Waldo Pepper                                                              | Dillhoefer                           | Philip Bruns               | 1994        |
| 1975 | Az ígéret földje (2. magyar szinkron)                                            | N/A                                  | N/A                        | 2001        |
| 1975 | Egy zseni, két haver, egy balek (2. magyar szinkron)                             | N/A                                  | N/A                        | 2001        |
| 1975 | Fantozzi (2. magyar szinkron)                                                    | N/A                                  | N/A                        | 2003        |
| 1975 | Kojak – III/23. rész: Ami késik, nem múlik (2. magyar szinkron)                  | Deitz                                | Ned Glass                  | 1994        |
| 1976 | A Ferramonti-örökség                                                             | N/A                                  | N/A                        | 1999        |
| 1976 | A helyzet komoly, de nem reménytelen                                             | Alexandre de Valrude gróf            | Henri Guisol               | 1984        |
| 1976 | A lakó (2. magyar szinkron)                                                      | Monsieur Zy                          | Melvyn Douglas             | 2006        |
| 1976 | A szentév (1. magyar szinkron)                                                   | Pilóta                               | Billy Kearns               | 1989        |
| 1976 | Az ártatlan (2. magyar szinkron)                                                 | N/A                                  | N/A                        | 1995        |
| 1976 | Bűnvadászok                                                                      | Államügyész                          | Aaron Heyman               | 1989        |
| 1976 | Kiálts az ördögre (1. magyar szinkron)                                           | ?                                    | ?                          | 1996        |
| 1976 | Kísértethistória – A pályaőr (1. magyar szinkron)                                | A pályaőr                            | Denholm Elliott            | 1984        |
| 1976 | Rózsaszín párduc 5.: A rózsaszín párduc újra lecsap (2. magyar szinkron)         | Mr. Shork, a kertész                 | Tony Sympson               | 2002        |
| 1976 | Thriller – VI/3. rész: Lidérc egy csalogányon (1. magyar szinkron)               | Sam Meadows                          | Sydney Tafler              | 1985        |
| 1977 | A Ciprusmocsár kísértete                                                         | Sherman Prather                      | Shug Fisher                | 1992        |
| 1977 | A férfi, aki szerette a nőket (2. magyar szinkron)                               | Bicard doktor                        | Jean Dasté                 | 1986        |
| 1977 | Csoportkép hölggyel                                                              | Otto Hoyser                          | Rudolf Schündler           | 2000        |
| 1977 | Iphigeneia                                                                       | N/A                                  | N/A                        | 2003        |
| 1977 | Kígyótojás (2. magyar szinkron)                                                  | N/A                                  | N/A                        | 1994        |
| 1977 | Menni vagy meghalni                                                              | Miniszter                            | Jean Champion              | 1994        |
| 1977 | Párbajhősök                                                                      | N/A                                  | N/A                        | 1991        |
| 1978 | 39 lépcsőfok (1. magyar szinkron)                                                | Lord Rohan                           | Andrew Keir                | 1985        |
| 1978 | A bíróságon ismét találkozunk                                                    | Az igazgató                          | Heinz Reincke              | 1983        |
| 1978 | A brazíliai fiúk                                                                 | Henry Wheelock                       | John Dehner                | 1988        |
| 1978 | A facipő fája                                                                    | N/A                                  | N/A                        | 1995        |
| 1978 | A Medúza pillantása (1. magyar szinkron)                                         | Miniszterhelyettes                   | Harry Andrews              | 1994        |
| 1978 | A nagy álom (2. magyar szinkron)                                                 | Sternwood tábornok                   | James Stewart              | 1997        |
| 1978 | A szoknyás zsaru (1. magyar szinkron)                                            | Charmille                            | Hubert Deschamps           | 1992        |
| 1978 | Az idő könyörtelen                                                               | N/A                                  | N/A                        | 1989        |
| 1978 | Az Olsen-banda 10.: Az Olsen-banda hadba száll (1. magyar szinkron)              | N/A                                  | N/A                        | 1985        |
| 1978 | Bombaper                                                                         | N/A                                  | N/A                        | 1983        |
| 1978 | Első szerelem (2. magyar szinkron)                                               | N/A                                  | N/A                        | 2004        |
| 1978 | Ezüstnyereg                                                                      | Thomas Barrett                       | Ettore Manni               | 1996        |
| 1978 | Fogózz, bikfic!                                                                  | N/A                                  | N/A                        | 1986        |
| 1978 | Ha eljő a lovas (1. magyar szinkron)                                             | Dodger                               | Richard Farnsworth         | 2000        |
| 1978 | Halálos játszma (1. magyar szinkron)                                             | Dr. Land                             | Dean Jagger                | 1994        |
| 1978 | Itt az otthonod!                                                                 | George nagypapa                      | Henry Fonda                | 1983        |
| 1978 | Karavánok                                                                        | N/A                                  | N/A                        | 1989        |
| 1978 | Rajzás                                                                           | Clarence Tuttle polgármester         | Fred MacMurray             | 1998        |
| 1978 | Spirál (1. magyar szinkron)                                                      | N/A                                  | N/A                        | 1986        |
| 1978 | Tyler                                                                            | ?                                    | ?                          | 1981        |
| 1978 | Zenekari próba                                                                   | N/A                                  | N/A                        | 1991        |
| 1979 | A 25 millió fontos váltságdíj                                                    | Sir Francis Brindsen admirális       | James Mason                | 1987        |
| 1979 | A gonosz háza                                                                    | Jason Burke                          | Lew Ayres                  | 2000        |
| 1979 | Airport ’79 – Concorde (1. magyar szinkron)                                      | Eli Sands                            | Eddie Albert               | 1986        |
| 1979 | Az igazság mindenkié                                                             | Sam Kirkland nagyapa                 | Lee Strasberg              | 1993        |
| 1979 | Meteor (1. magyar szinkron)                                                      | Sir Michael Hughes                   | Trevor Howard              | 1991        |
| 1979 | Monty Python: Brian élete                                                        | Matthias                             | John Young                 | 1995        |
| 1979 | Nyugaton a helyzet változatlan (1. magyar szinkron)                              | N/A                                  | N/A                        | 1984        |
| 1979 | Rabbi a vadnyugaton (1. magyar szinkron)                                         | Mr. Bialik                           | Allan Rich                 | 1991        |
| 1979 | Tim (1. magyar szinkron)                                                         | Ron Melville                         | Alwyn Kurts                | 1995        |
| 1979 | Törvényes gyilkosság                                                             | Lord Salisbury miniszterelnök        | John Gielgud               | 1991        |
| 1979 | Tűzharc (1. magyar szinkron)                                                     | Calman                               | Richard Caldicot           | 1995        |
| 1979 | Vándorló ország                                                                  | Salvador Barazarte                   | Hector Duvauchelle         | 1988        |
| 1980 | A babysitter                                                                     | Dr. Lindquist                        | John Houseman              | 1996        |
| 1980 | A köd                                                                            | Mr. Machen                           | John Houseman              | 1991        |
| 1980 | Afrikai mese                                                                     | Az öregember                         | James Stewart              | 1986        |
| 1980 | Alcatraz                                                                         | Clarence apja                        | Will Sampson               | 1983        |
| 1980 | Alpensaga – 6. rész: Vég és kezdet                                               | Alexander                            | Relja Bašić                | 1984        |
| 1980 | Anna Frank naplója (1. magyar szinkron)                                          | Dr. Dussel                           | Clive Revill               | 1986        |
| 1980 | Aranyeső Yuccában                                                                | Lovassági őrnagy                     | Jesús Guzmán               | 1985        |
| 1980 | Csillagporos emlékek (1. magyar szinkron)                                        | Sandy orvosa                         | Max Leavitt                | 2001        |
| 1980 | Csillagporos emlékek (1. magyar szinkron)                                        | Idős rajongó #2                      | N/A                        | 2001        |
| 1980 | Dühöngő bika (2. magyar szinkron)                                                | N/A                                  | N/A                        | 2004        |
| 1980 | Házibuli                                                                         | Serge, a pincér                      | Robert Dalban              | 1984        |
| 1980 | Kicsi Virgil és a Békanyelő                                                      | N/A                                  | N/A                        | 2001        |
| 1980 | Kössük fel!                                                                      | Hammond felügyelő                    | Robert Lang                | 1983        |
| 1980 | Mindent egy lapra (2. magyar szinkron)                                           | Pokey                                | José Ferrer                | 1995        |
| 1980 | Nagy amerikai forgalmi dugó                                                      | N/A                                  | N/A                        | 1983        |
| 1980 | Szabadlábon Velencében                                                           | Szállodaportás                       | Philippe Castelli          | 1981        |
| 1980 | Szabadlábon Velencében                                                           | Joseph embere                        | N/A                        | 1981        |
| 1980 | Szeretlek, szeress!                                                              | Albín                                | Václav Babka               | 1989        |
| 1980 | Valahol, valamikor                                                               | Arthur Biehl                         | Bill Erwin                 | 2003        |
| 1981 | …Kinek a bírónő                                                                  | James Jefferson Crawford főbíró      | Barnard Hughes             | 2005        |
| 1981 | A francia hadnagy szeretője (1. magyar szinkron)                                 | N/A                                  | N/A                        | 1983        |
| 1981 | A nindzsa színre lép (1. magyar szinkron)                                        | Komori                               | Dale Ishimoto              | 1989        |
| 1981 | A sárkányölő                                                                     | Ulrich                               | Ralph Richardson           | 1984        |
| 1981 | Cutter útja (1. magyar szinkron)                                                 | J. J. Cord                           | Stephen Elliott            | 1986        |
| 1981 | Emlékszel Dolly Bellre?                                                          | Cica                                 | Zivko „Zika” Ristic        | 1998        |
| 1981 | Forrás                                                                           | Prohor Ivanovics                     | Eduard Bocsarov            | 1983        |
| 1981 | Mad Max 2.                                                                       | A hízelgő                            | Max Phipps                 | 1995        |
| 1981 | Meghökkentő mesék – IV/8. rész: Halottakról csak jót                             | Dr. David Rankin                     | Colin Blakely              | 1986        |
| 1981 | Othello                                                                          | Velencei herceg                      | John Barron                | 1983        |
| 1981 | Professzor Kuruzsló                                                              | Prokop                               | Bernard Ładysz             | 1983        |
| 1981 | Szellemjárás                                                                     | John Jaffrey                         | Melvyn Douglas             | 2000        |
| 1981 | Szörnyeteg klub                                                                  | R. Chetwynd-Hayes, az író            | John Carradine             | 1991        |
| 1981 | Tetthely – 131. rész: Nem csak a látszat csal                                    | Karl Königsberg főfelügyelő          | Ulrich Matschoss           | 1992        |
| 1981 | Troilus és Cressida                                                              | Aeneas                               | Tony Steedman              | 1984        |
| 1981 | Vörösök                                                                          | N/A                                  | N/A                        | 1999        |
| 1982 | A postakocsi (1. magyar szinkron)                                                | De Florange                          | Michel Vitold              | 1992        |
| 1982 | A sötét kristály (1. magyar szinkron)                                            | N/A                                  | N/A                        | 2006        |
| 1982 | A Vörös Pimpernel                                                                | Percy Blakeney inasa                 | N/A                        | 1988        |
| 1982 | Afrika messze van                                                                | Sarrazin biztos                      | Gilles Ségal               | 1983        |
| 1982 | Angyal                                                                           | N/A                                  | N/A                        | 1999        |
| 1982 | Ator, a legyőzhetetlen                                                           | Sander                               | Osiride Pevarello          | 1990        |
| 1982 | Az apa bűne                                                                      | François Baudin                      | Philippe Jacob             | 1986        |
| 1982 | Az elégedetlen katona                                                            | Parker Pyne                          | Maurice Denham             | 1984        |
| 1982 | Az ítélet (2. magyar szinkron)                                                   | Ed Concannon                         | James Mason                | 1996        |
| 1982 | Bombajó bokszoló                                                                 | Professzor                           | Piero Trombetta            | 1984        |
| 1982 | Gandhi                                                                           | Broomfield bíró                      | Trevor Howard              | 1984        |
| 1982 | Gandhi                                                                           | Dandártábornok                       | Richard Leech              | 1984        |
| 1982 | Halló, halló! (2. magyar szinkron)                                               | Roger Leclerc                        | Jack Haig                  | 2001        |
| 1982 | Házasodjunk, vagy tán mégse? (2. magyar szinkron)                                | N/A                                  | N/A                        | 2007        |
| 1982 | Házibuli 2.                                                                      | Serge, a pincér                      | Robert Dalban              | 1984        |
| 1982 | Ketten egyformák                                                                 | Boppy                                | George Burns               | 1985        |
| 1982 | Krimileckék – 3. rész                                                            | Hagemann                             | Udo Thomer                 | 1984        |
| 1982 | Lear király                                                                      | Lear király                          | Michael Hordern            | 1985        |
| 1982 | Megállt a vonat                                                                  | Pantelejev                           | Mihail Gluzszkij           | 1983        |
| 1982 | Napló gyermekeimnek                                                              | Nagypapa                             | Zolnay Pál                 | 1982        |
| 1982 | Öt láda aranyrög                                                                 | John                                 | Pierre Frag                | 1985        |
| 1982 | Ragadozók pavilonja                                                              | Zsil                                 | Július Vasek               | 1985        |
| 1982 | Rózsaszín párduc 7.: A rózsaszín párduc nyomában (2. magyar szinkron)            | Hotelportás                          | Harold Berens              | 2003        |
| 1982 | Szent Lőrinc éjszakája                                                           | N/A                                  | N/A                        | 1984        |
| 1982 | Szívzűr                                                                          | Gáti doktor                          | Itzhak Finzi               | 1982        |
| 1982 | Tűzróka (3. magyar szinkron)                                                     | N/A                                  | N/A                        | 1996        |
| 1982 | Veronika Voss vágyakozása (2. magyar szinkron)                                   | N/A                                  | N/A                        | 1995        |
| 1983 | A csoda vége                                                                     | György                               | Vlastimil Brodský          | 1983        |
| 1983 | A dezertőr                                                                       | Coi atya                             | Omero Antonutti            | 1989        |
| 1983 | A kék ruha                                                                       | Terris                               | Denholm Elliott            | 1985        |
| 1983 | Coriolanus                                                                       | Sicinius                             | John Burgess               | 1986        |
| 1983 | Don Camillo (3. magyar szinkron)                                                 | Püspök                               | Cyril Cusack               | 2006        |
| 1983 | Gyilkosság Coweta megyében (2. magyar szinkron)                                  | N/A                                  | N/A                        | 2001        |
| 1983 | Jámbor lelkek külföldön                                                          | N/A                                  | N/A                        | 1988        |
| 1983 | Jane Doe                                                                         | N/A                                  | N/A                        | 1985        |
| 1983 | Kétszer született                                                                | Ogorodnyikov                         | Eduard Bocsarov            | 1986        |
| 1983 | Krimileckék – 5. rész                                                            | Lefcord                              | Udo Weinberger             | 1986        |
| 1983 | Latter asszony leánynevelője                                                     | Mielnicki                            | Janusz Paluszkiewicz       | 1986        |
| 1983 | Lenni vagy nem lenni                                                             | Cunningham őrnagy                    | William Glover             | 1985        |
| 1983 | Máskor, máshol                                                                   | N/A                                  | N/A                        | 2003        |
| 1983 | Monty Python: Az élet értelme (2. magyar szinkron)                               | N/A                                  | N/A                        | 2004        |
| 1983 | Olsanszkij herceg vára                                                           | Multan                               | Jurij Katyin-Jarcev        | 1986        |
| 1983 | Támadás a Krull bolygó ellen (1. magyar szinkron)                                | Eirig                                | Bernard Archard            | 1985        |
| 1983 | Vándormadarak                                                                    | Fendrych                             | Vlastimil Brodský          | 1990        |
| 1984 | A flamingókölyök (2. magyar szinkron)                                            | Cal Eastland ezredes                 | Frank Campanella           | 1997        |
| 1984 | A halálszakasz                                                                   | Louie Nace                           | Sid Conrad                 | 1996        |
| 1984 | A láthatatlan ember                                                              | Aaday ezredes                        | Oleg Golubickij            | 1986        |
| 1984 | A sas a nyerő                                                                    | N/A                                  | N/A                        | 1988        |
| 1984 | Ágyúgolyó futam 2.                                                               | Sonny                                | Michael V. Gazzo           | 1992        |
| 1984 | Arthur szent földjén                                                             | Arthur                               | Jimmy Jewel                | 1989        |
| 1984 | Bumbo, az elefánt                                                                | Franc Ivanovics, cirkuszigazgató     | Zinovij Gerdt              | 1986        |
| 1984 | Csecsemőcsere                                                                    | Dr. Stadler                          | George Coe                 | 1987        |
| 1984 | Elvi kérdés                                                                      | Ben Purdy                            | George Womack              | 1991        |
| 1984 | Farkasok társasága (2. magyar szinkron)                                          | Idős vadász                          | N/A                        | 1998        |
| 1984 | Gyulladáspont                                                                    | Amarillo                             | Roberts Blossom            | 1992        |
| 1984 | Gyulladáspont                                                                    | Hinshaw, Pedroza ügyvédje            | Dick O’Neill               | 1992        |
| 1984 | Indiana Jones 2.: Indiana Jones és a végzet temploma (2. magyar szinkron)        | Sámán                                | D. R. Nanayakkara          | 2000        |
| 1984 | Mohó kopó, okos lopó                                                             | Lewis kapitány                       | Billy Barty                | 1997        |
| 1984 | Muppet-show New Yorkban (1. magyar szinkron)                                     | Statler (hang)                       | Richard Hunt               | 2000        |
| 1984 | Őstehetség (2. magyar szinkron)                                                  | A bíró                               | Robert Prosky              | 1993        |
| 1984 | Periklész                                                                        | Helicanus                            | Patrick Godfrey            | 1988        |
| 1984 | Tüzes nők                                                                        | N/A                                  | N/A                        | 1986        |
| 1984 | Vidéki vasárnap                                                                  | Ladmiral                             | Louis Ducreux              | 1995        |
| 1985 | A pókasszony csókja                                                              | Dr. Americo                          | Fernando Torres            | 1987        |
| 1985 | A Prizzik becsülete (2. magyar szinkron)                                         | Hanley hadnagy                       | Lawrence Tierney           | 1996        |
| 1985 | A Prizzik becsülete (2. magyar szinkron)                                         | Püspök                               | Henry Fehren               | 1996        |
| 1985 | A sárkány éve (1. magyar szinkron)                                               | Teddy Tedesco                        | Paul Scaglione             | 1993        |
| 1985 | Ausztrál expressz – III/5. rész: Jóbarátok (első-két magyar szinkron)            | Ben Jones                            | Gus Mercurio               | 1991        |
| 1985 | Ausztrál expressz – III/5. rész: Jóbarátok (első-két magyar szinkron)            | Ben Jones                            | Gus Mercurio               | 2000        |
| 1985 | Az én kis falum                                                                  | Fanda Broz, sírköves                 | Eugen Jegorov              | 1987        |
| 1985 | Bagratyion                                                                       | N/A                                  | N/A                        | 1988        |
| 1985 | Célpont (2. magyar szinkron)                                                     | Ezredes                              | Richard Münch              | 1991        |
| 1985 | Főhivatal                                                                        | Peter „Pete” Helmes                  | Eddie Albert               | 1991        |
| 1985 | Kulcs a Manderley-házhoz, avagy fedőneve Rebecca                                 | Abdullah                             | Anthony Quayle             | 1993        |
| 1985 | Metró                                                                            | Az állomásmester                     | Jean Bouise                | 1992        |
| 1985 | Micsoda élet                                                                     | Zongorista                           | Victor Charlier            | 1994        |
| 1985 | Silverado (1. magyar szinkron)                                                   | Ezra Johnson                         | Joe Seneca                 | 1987        |
| 1985 | Szikét kérek                                                                     | Sebész                               | Miroslav Machácek          | 1986        |
| 1985 | Távol Afrikától (1. magyar szinkron)                                             | Sir Joseph                           | Leslie Phillips            | 1992        |
| 1985 | Tetthely – 168. rész: Tévedni halálos                                            | Geerke felügyelő                     | Horst Michael Neutze       | 1986        |
| 1985 | Trükkös halál (2. magyar szinkron)                                               | Mason ezredes                        | Mason Adams                | 1997        |
| 1985 | Veszélyes őrjárat                                                                | N/A                                  | N/A                        | 1987        |
| 1985 | Világautó (1. magyar szinkron)                                                   | N/A                                  | N/A                        | 1988        |
| 1986 | A család                                                                         | Giulio időskorában                   | Carlo Dapporto             | 1995        |
| 1986 | A legjobb dobás (1. magyar szinkron)                                             | Doty tiszteletes                     | Wil Dewitt                 | 1990        |
| 1986 | A menyasszony gyönyörű volt                                                      | Férfi a templomban                   | N/A                        | 1986        |
| 1986 | A rózsa neve (1. szinkron + bővített magyar szinkron)                            | Casalei Hubertinus                   | William Hickey             | 1991        |
| 1986 | A rózsa neve (1. szinkron + bővített magyar szinkron)                            | Casalei Hubertinus                   | William Hickey             | 2003        |
| 1986 | Ahol a bűn lakik (2. magyar szinkron)                                            | Nagyapa                              | Jean Bousquet              | 1999        |
| 1986 | Apró népség nagy birodalma (1. magyar szinkron)                                  | Nagyapa                              | Gilles Pelletier           | 1994        |
| 1986 | Angyalok dühe                                                                    | Francis Ryan atya                    | Mason Adams                | 1988        |
| 1986 | Búcsú Máriától                                                                   | Apa                                  | Ivan Rajniak               | 1989        |
| 1986 | Gyilkosság a medencénél                                                          | Dr. Maurice Young                    | Hartmut Reck               | 1988        |
| 1986 | Kaland az időben                                                                 | William Raymond ezredes              | Peter Cushing              | 1997        |
| 1986 | Keresztutak                                                                      | N/A                                  | N/A                        | 1997        |
| 1986 | Kirakós játék                                                                    | Luis                                 | Héctor Alterio             | 1990        |
| 1986 | Murrow                                                                           | N/A                                  | N/A                        | 1989        |
| 1986 | Negyedik emelet                                                                  | N/A                                  | N/A                        | 1990        |
| 1986 | Nyomozás Krisztus holtteste után                                                 | N/A                                  | N/A                        | 1991        |
| 1986 | Titkokkal teli Hold                                                              | N/A                                  | N/A                        | 1992        |
| 1986 | Titkos világ                                                                     | Sir Adrian Chapple                   | John Gielgud               | 2000        |
| 1986 | Twist Moszkvában                                                                 | Fjodor                               | André Thorent              | 1991        |
| 1987 | A bolond és a királynő                                                           | Václav                               | Vlastimil Brodský          | 1989        |
| 1987 | A Föld                                                                           | Severino                             | Ruy Polanah                | 1991        |
| 1987 | A rádió aranykora                                                                | Iskolaigazgató                       | Henry Cowen                | 1988        |
| 1987 | A Saint Tropez-i leánykereskedők                                                 | Griffon felügyelő                    | Henri Poirier              | 1991        |
| 1987 | Angyalszív                                                                       | Ethan Krusemark                      | Stocker Fontelieu          | 1989        |
| 1987 | Az élőholtak visszatérnek 2.                                                     | Mandel doki                          | Philip Bruns               | 1997        |
| 1987 | Az Inka Birodalom titka                                                          | Noah                                 | Willy Schober              | 1991        |
| 1987 | Babette lakomája (1. magyar szinkron)                                            | N/A                                  | N/A                        | 1994        |
| 1987 | Call girl ötszázért                                                              | Stanley Murdoch bíró                 | James Whitmore             | 1989        |
| 1987 | Csetepaté Rióban                                                                 | N/A                                  | N/A                        | 2007        |
| 1987 | Dobjuk ki anyut a vonatból! (2. magyar szinkron)                                 | Idős férfi a kórházban               | N/A                        | 2002        |
| 1987 | Ebihal és a bálnák                                                               | Toby nagypapa                        | Jean Lajeunesse            | 1992        |
| 1987 | Holtvágányon                                                                     | Will Haney                           | Wilford Brimley            | 1998        |
| 1987 | Koponya-part                                                                     | Simpson kapitány                     | Oliver Reed                | 1993        |
| 1987 | Lévy és Góliát                                                                   | Isten (hang)                         | Roger Hanin                | 1990        |
| 1987 | Maurice                                                                          | Dr. Barry                            | Denholm Elliott            | 1997        |
| 1987 | Meghökkentő mesék – IX/5. rész: A nagybetűs élet (1. magyar szinkron)            | Mr. Rudge                            | Ronnie Stevens             | 1988        |
| 1987 | Mi ketten                                                                        | N/A                                  | N/A                        | 1999        |
| 1987 | Napló szerelmeimnek 1-2.                                                         | Nagypapa                             | Zolnay Pál                 | 1987        |
| 1987 | Papi a pácban (1. magyar szinkron)                                               | Art Hart                             | Ted Stidder                | 1994        |
| 1987 | Reinette és Mirabelle négy kalandja                                              | N/A                                  | N/A                        | 2006        |
| 1987 | Rejtély a hullaházban                                                            | Idős főorvos                         | N/A                        | 1992        |
| 1987 | Szörny csapat                                                                    | Veszélyes német tag                  | Leonardo Cimino            | 1991        |
| 1987 | Úri passziók (2. magyar szinkron)                                                | Jack Soames                          | Trevor Howard              | 1997        |
| 1988 | A Bourne-rejtély (1. magyar szinkron)                                            | François Villiers dandártábornok     | Anthony Quayle             | 1992        |
| 1988 | A lady és az útonálló                                                            | Sir Lawrence Dobson                  | John Mills                 | 1993        |
| 1988 | A megnevezhetetlen                                                               | Joshua Winthrop                      | Delbert Spain              | 1993        |
| 1988 | A nyár 12 hónapja                                                                | Villanyszerelő                       | Halvar Björk               | 1990        |
| 1988 | A texasi gyors (1. magyar szinkron)                                              | Kelly Sutton                         | Ken Curtis                 | 1994        |
| 1988 | Amerika kedvenc fia                                                              | Elnök                                | James Whitmore             | 1991        |
| 1988 | Arthur 2. (1. magyar szinkron)                                                   | Hobson, Arthur inasa                 | John Gielgud               | 1991        |
| 1988 | Az óriási nyomozó – 3. rész: A díva (2. magyar szinkron)                         | Martin, műgyűjtő                     | John Rico                  | 2001        |
| 1988 | Az óriási nyomozó – 6. rész: Halálbiztosítás (1. magyar szinkron)                | Öregember a tanyán                   | Ludwig Wühr                | 1991        |
| 1988 | Cinema Paradiso (1. magyar szinkron)                                             | N/A                                  | N/A                        | 1995        |
| 1988 | Elvira, a sötétség hercegnője                                                    | Mr. Bigelow                          | Jack Fletcher              | 1994        |
| 1988 | Eredendő bűn                                                                     | Rossi                                | Louis Guss                 | 1992        |
| 1988 | Hajnalodik, és már ez is valami                                                  | N/A                                  | N/A                        | 1991        |
| 1988 | Holtan érkezett                                                                  | N/A                                  | N/A                        | 1993        |
| 1988 | Kétes döntés                                                                     | Papi McGuinn                         | John McLiam                | 1992        |
| 1988 | Könnyek az esőben                                                                | Fordingbridge                        | Maurice Denham             | 1995        |
| 1988 | Krisztus utolsó megkísértése                                                     | Zebedeus                             | Irvin Kershner             | 1994        |
| 1988 | Lángoló Mississippi (2. magyar szinkron)                                         | Bíró                                 | Thomas B. Mason            | 2004        |
| 1988 | Mnemos                                                                           | Pszichológus                         | Fernando Fernán Gómez      | 1991        |
| 1988 | Mókuska és a varázskagyló                                                        | Nagypapa                             | Lubor Tokoš                | 1991        |
| 1988 | Münchhausen utolsó szerelme                                                      | N/A                                  | N/A                        | 1990        |
| 1988 | Ne várd a csodát!                                                                | Ivan Peters                          | John Agar                  | 1995        |
| 1988 | Opus nigrum                                                                      | Campanus                             | Jean Bouise                | 1992        |
| 1988 | Ötvenhárom hideg nyara                                                           | N/A                                  | N/A                        | 1990        |
| 1988 | Rain Man – Esőember                                                              | John Mooney                          | Jack Murdock               | 1989        |
| 1988 | Selyemgubó 2. – A visszatérés                                                    | Bernard „Bernie” Lefkowitz           | Jack Gilford               | 1995        |
| 1988 | Stradivari                                                                       | N/A                                  | N/A                        | 1992        |
| 1988 | Vasmadarak 2.                                                                    | Stillmore tábornok                   | Stuart Margolin            | 1989        |
| 1989 | 80 nap alatt a Föld körül 1-3.                                                   | Gruber atya                          | John Abineri               | 1994        |
| 1989 | 80 nap alatt a Föld körül 1-3.                                                   | N/A                                  | N/A                        | 1994        |
| 1989 | A canterville-i kísértet                                                         | Mr. Otis                             | Petr Nározný               | 1991        |
| 1989 | A fegyvercsempész (1. magyar szinkron)                                           | Wilson szenátor                      | Gerard Parkes              | 1991        |
| 1989 | A francia forradalom                                                             | Maurice Duplay                       | Jean Bouise                | 1994        |
| 1989 | A francia forradalom                                                             | Bailly                               | Michel Duchaussoy          | 1994        |
| 1989 | A harc áldozatai                                                                 | Hajóskapitány                        | N/A                        | 1993        |
| 1989 | A kínai kapcsolat                                                                | Chi bácsi                            | Feng Ku                    | 1994        |
| 1989 | A pénz beszél                                                                    | Dreuther                             | John Gielgud               | 1991        |
| 1989 | Agymosás                                                                         | Bíró                                 | Michael Sinelnikoff        | 1992        |
| 1989 | Az utolsó ellenség                                                               | N/A                                  | N/A                        | 1991        |
| 1989 | Billy, a kölyök                                                                  | N/A                                  | N/A                        | 1993        |
| 1989 | Életre ítélve                                                                    | Amado                                | José Lewgoy                | 1991        |
| 1989 | Ellenségek – Szerelmi történet                                                   | Pesheles                             | Phil Leeds                 | 2003        |
| 1989 | Fletch 2. – Szenzációs ajánlat (2. magyar szinkron)                              | Könyvelő                             | John Wylie                 | 2005        |
| 1989 | Ha a forgószél hazarepít                                                         | Dr. Quayle                           | Larry Reynolds             | 1992        |
| 1989 | Harry és Sally (1. magyar szinkron)                                              | Első pár a dokumentumfilmben - férfi | Kuno Sponholz              | 1991        |
| 1989 | Holt költők társasága                                                            | Mr. Nolan                            | Norman Lloyd               | 1990        |
| 1989 | Indiana Jones 3.: Indiana Jones és az utolsó kereszteslovag (2. magyar szinkron) | Grál-lovag                           | Robert Eddison             | 2000        |
| 1989 | Karate tigris 3. – Extrakemény Kickboxer                                         | John Alexander                       | Joseph Campanella          | 1995        |
| 1989 | Milou májusban                                                                   | Leonce                               | Marcel Bories              | 1994        |
| 1989 | Modi                                                                             | N/A                                  | N/A                        | 1995        |
| 1989 | Moravagine                                                                       | N/A                                  | Howard Vernon              | 1991        |
| 1989 | New York-i történetek                                                            | Első rabló                           | Michael Higgins            | 1989        |
| 1989 | Rock and Roll Ladyk                                                              | N/A                                  | N/A                        | 1995        |
| 1989 | Ski Patrol (1. magyar szinkron)                                                  | Öreg                                 | Ray Walston                | 1993        |
| 1989 | Szexuális erőszak                                                                | Foster ügyvéd                        | Stephen Elliott            | 1992        |
| 1989 | Szökés Cézárral                                                                  | Nagypapa                             | Jiří Samek                 | 1992        |
| 1989 | Tavaszi vizek                                                                    | Pantaleone                           | Jacques Herlin             | 1994        |
| 1989 | Vak végzet                                                                       | Cobb                                 | Charles Cooper             | 1990        |
| 1989 | Vaklárma                                                                         | Braddock                             | Alan North                 | 1989        |
| 1989 | Végítélet                                                                        | Clem                                 | Adrien Nicati              | 1991        |
| 1989 | Végső leszámolás (2. magyar szinkron)                                            | N/A                                  | N/A                        | 1994        |
| 1989 | Vérvörös nap (2. magyar szinkron)                                                | N/A                                  | N/A                        | 2001        |
| 1989 | Zabolátlan szeretők                                                              | Ned                                  | John Swindells             | 1995        |
| 1990 | A Glen-Ayre birtok titka                                                         | Ambrose Barberton                    | Warren Mitchell            | 1993        |
| 1990 | A halál nem felejt (1. magyar szinkron)                                          | Erich Schiller / Ernst Bauricke      | William Hickey             | 1991        |
| 1990 | A keresztapa III. (1. magyar szinkron)                                           | Gilday érsek                         | Donal Donnelly             | 1991        |
| 1990 | A király ágyasa (1. magyar szinkron)                                             | N/A                                  | N/A                        | 1991        |
| 1990 | A rémes lány                                                                     | Juckenack professzor                 | Hans-Reinhard Müller       | 1994        |
| 1990 | A repülő tornacipő                                                               | Professzor                           | Vlastimil Brodský          | 1993        |
| 1990 | A terror útja                                                                    | N/A                                  | N/A                        | 1995        |
| 1990 | Amerikai riksa                                                                   | Mortom tiszteletes                   | Donald Pleasence           | 1994        |
| 1990 | Bankrabló zsaruk                                                                 | Jake Quinn                           | Edward Asner               | 1992        |
| 1990 | Cinikus hekus (1. magyar szinkron)                                               | Lawrence Walsh                       | Joe Mantell                | 1993        |
| 1990 | Ébredések                                                                        | Gondnok                              | Tiger Haynes               | 1991        |
| 1990 | Egy csöppnyi napsütés                                                            | N/A                                  | N/A                        | 1993        |
| 1990 | Egy hulla múlva itt vagyok                                                       | Nolan                                | Philip Bruns               | 1996        |
| 1990 | Farkasokkal táncoló                                                              | Tide tábornok                        | Donald Hotton              | 1991        |
| 1990 | Gyilkosság fekete-fehérben                                                       | N/A                                  | N/A                        | 1991        |
| 1990 | Nagymenők (3. magyar szinkron)                                                   | Vinnie                               | Charles Scorsese           | 2002        |
| 1990 | Svindlerek                                                                       | Simms                                | Henry Jones                | 1992        |
| 1990 | Szupersztárok akcióban                                                           | Kwan Tak-Hing                        | Kwan Tak-Hing              | 1993        |
| 1990 | Telitalálat (1. magyar szinkron)                                                 | Sir Hugh                             | Nicholas Courtney          | 1992        |
| 1990 | Tetthely – 231. rész: Randevú                                                    | Seidel                               | Michael Schreiner          | 1991        |
| 1990 | Tony és a maffia                                                                 | Don Taglianeti                       | Mike Mazurki               | 1993        |
| 1990 | Vadászat a Vörös Októberre                                                       | Tábornok (Értekezlet)                | F. J. O’Neil               | 1990        |
| 1991 | A természet gyermekei                                                            | N/A                                  | N/A                        | 1996        |
| 1991 | A tökéletes menyasszony                                                          | Nagypapa                             | John Agar                  | 1993        |
| 1991 | Árnyékok és köd (2. magyar szinkron)                                             | Pap                                  | Josef Sommer               | 2002        |
| 1991 | Az ideális gyanúsított (2. magyar szinkron)                                      | N/A                                  | N/A                        | 2002        |
| 1991 | Az országúti járőr                                                               | N/A                                  | N/A                        | 1998        |
| 1991 | Az utolsó vacsora                                                                | Dr. Dan Chilblains                   | Bo Brundin                 | 1995        |
| 1991 | Beltenebros                                                                      | Bernal                               | Aleksander Bardini         | 1995        |
| 1991 | Bugsy (2. magyar szinkron)                                                       | Ronald, a komornyik                  | Eric Christmas             | 2006        |
| 1991 | Cape Fear – A rettegés foka                                                      | Elgart hadnagy                       | Robert Mitchum             | 1992        |
| 1991 | Conagher                                                                         | Seaborn Tay                          | Ken Curtis                 | 1992        |
| 1991 | Delicatessen (1. magyar szinkron)                                                | Békaember                            | Howard Vernon              | 1992        |
| 1991 | Erózió                                                                           | Nagypapa                             | Dégi István                | 1991        |
| 1991 | Fegyencek (1. magyar szinkron)                                                   | Soll                                 | Robert Duvall              | 1998        |
| 1991 | Fehér Agyar                                                                      | Gazember                             | Seymour Cassel             | 1994        |
| 1991 | Hamis vád                                                                        | Paul Thompson                        | John C. Moskoff            | 1994        |
| 1991 | Johnny Stecchino                                                                 | Bíró                                 | Turi Scalia                | 1994        |
| 1991 | Kék tornádó                                                                      | N/A                                  | N/A                        | 1993        |
| 1991 | Lucinda Smith magánháborúja                                                      | N/A                                  | N/A                        | 1994        |
| 1991 | Mama pici fia                                                                    | Spats                                | Bert Remsen                | 1993        |
| 1991 | Marhakonzerv-akció                                                               | Moulin tábornok                      | Jacques Dacqmine           | 1992        |
| 1991 | Mokaszin (2. magyar szinkron)                                                    | Mr. Ball                             | Alwyn Kurts                | 2003        |
| 1991 | Őrültnek nyilvánítva                                                             | Stoddard Bell biró                   | Harry Morgan               | 1994        |
| 1991 | Rémálom                                                                          | Carver                               | William Lanteau            | 1992        |
| 1992 | A hegyen túl                                                                     | Maurice                              | Bill Kerr                  | 1992        |
| 1992 | A nagy gyémántrablás                                                             | N/A                                  | N/A                        | 1994        |
| 1992 | A nagy postarablás                                                               | Öregember                            | Fülöp Viktor               | 1992        |
| 1992 | A pestis                                                                         | Joseph Grand                         | Robert Duvall              | 1995        |
| 1992 | Dilis bagázs                                                                     | Harry Aldrich                        | Don Ameche                 | 1996        |
| 1992 | Egyedül a ringben (2. magyar szinkron)                                           | Iskolaigazgató                       | John Gielgud               | 2000        |
| 1992 | Gyilkosság villanófényben                                                        | Spoleto                              | Dominic Chianese           | 1994        |
| 1992 | Gyújtóhatás                                                                      | Thyme szenátor                       | Philip Baker Hall          | 1995        |
| 1992 | Istók                                                                            | Karl Lentz                           | Rolf Hoppe                 | 1996        |
| 1992 | Jöttem, láttam, beköltöztem…                                                     | George Davis                         | Donald Moffat              | 1993        |
| 1992 | Krapatchouk                                                                      | N/A                                  | N/A                        | 1994        |
| 1992 | Nincs kiút                                                                       | Frank McCoy                          | Martin Landau              | 1994        |
| 1992 | Rendőrsztori 3. (2. magyar szinkron)                                             | N/A                                  | N/A                        | 2001        |
| 1992 | Rikkancsok (2. magyar szinkron)                                                  | N/A                                  | N/A                        | 1996        |
| 1992 | Tőrbe csalva                                                                     | Salanova                             | Alberto Closas             | 1995        |
| 1992 | Véres ököl 4. – Nem könnyű meghalni (1. magyar szinkron)                         | Sal                                  | John LaMotta               | 1993        |
| 1992 | Volt egyszer egy gyilkosság (1. magyar szinkron)                                 | N/A                                  | N/A                        | 1993        |
| 1993 | A cég                                                                            | Oliver Lambert                       | Hal Holbrook               | 1993        |
| 1993 | A hajó hülyéje                                                                   | Paps                                 | James Gammon               | 1995        |
| 1993 | A Philadelphia-kísérlet folytatódik                                              | Longstreet professzor                | James Greene               | 1995        |
| 1993 | A tuti balhé (2. magyar szinkron)                                                | Öreg                                 | Seneca W. Foote            | 2004        |
| 1993 | Afrika csúcsai                                                                   | O’Hara atya                          | Dennis Patrick             | 1995        |
| 1993 | Apám nevében                                                                     | Charlie Burke                        | Joe McPartland             | 1994        |
| 1993 | Cliffhanger – Függő játszma                                                      | Eric Qualen                          | John Lithgow               | 1993        |
| 1993 | Elátkozott arany                                                                 | Herbert Walker professzor            | Kay E. Kuter               | 1995        |
| 1993 | Erőszakra kényszerítve (2. magyar szinkron)                                      | Rance                                | Rance Howard               | 1994        |
| 1993 | És a zenekar játszik tovább…                                                     | Önmaga (archív felvétel)             | Ronald Reagan              | 1995        |
| 1993 | Gettysburg                                                                       | George W. Meade tábornok             | Richard Anderson           | 1996        |
| 1993 | Gettysburg                                                                       | George F. Estabrook káplár           | Leonard Termo              | 1996        |
| 1993 | Halálos hősök (2. magyar szinkron)                                               | Dr. Mendopofist                      | Yehuda Efroni              | 2001        |
| 1993 | Ivan Csonkin közlegény élete és különleges kalandjai                             | Sztálin                              | Zinovij Gerdt              | 1998        |
| 1993 | Kalandregény                                                                     | Illuzor                              | Milton Berle               | 1995        |
| 1993 | Kalle és az angyalok                                                             | N/A                                  | N/A                        | 2000        |
| 1993 | Kobra 1-2. (1. magyar szinkron)                                                  | Dallas Cassel                        | James Tolkan               | 1995        |
| 1993 | Lelkem, Maria!                                                                   | Mikola Ahremcsik                     | Vlagyimir Szamojlov        | 1999        |
| 1993 | Matiné                                                                           | Dr. Diablo                           | Jacob Witkin               | 1994        |
| 1993 | Schindler listája                                                                | Befektető                            | Jerzy Nowak                | 2000        |
| 1993 | Szenzációs recepciós                                                             | Idős gengszter                       | N/A                        | 1994        |
| 1993 | Tisztességtelen ajánlat                                                          | Mr. Shackleford                      | Seymour Cassel             | 1993        |
| 1993 | Tisztességtelen viselkedés                                                       | Reiner tanácsos                      | Robert Sampson             | 1994        |
| 1994 | Bármit megteszek                                                                 | John Earl McAlpine                   | Ian McKellen               | 1995        |
| 1994 | Ernest suliba megy                                                               | Procter igazgató                     | French Tickner             | 1995        |
| 1994 | Gyilkosság szexhívásra (1. magyar szinkron)                                      | Ike Pointer                          | Clarence M. Landry         | 1995        |
| 1994 | Kis Odessza                                                                      | Arkady Shapira                       | Maximilian Schell          | 1996        |
| 1994 | Lapzárta                                                                         | Graham Keighley                      | Jason Robards              | 1995        |
| 1994 | Madarak 2.                                                                       | Karl                                 | Jan Rubes                  | 1994        |
| 1994 | Nostradamus                                                                      | Jean de Remy                         | Michael Gough              | 1995        |
| 1994 | Pentathlon (2. magyar szinkron)                                                  | Vic                                  | Philip Bruns               | 2002        |
| 1994 | Szív és lábtörést                                                                | N/A                                  | N/A                        | 1998        |
| 1994 | True Lies – Két tűz között                                                       | Samir                                | Charles Cragin             | 1994        |
| 1994 | Véres ököl 6. – A végső visszaszámlálás                                          | Carmichael vezérezredes              | Wynn Irwin                 | 1994        |
| 1995 | A csillagos ember                                                                | N/A                                  | N/A                        | 2007        |
| 1995 | A kiirthatatlan (1. magyar szinkron)                                             | N/A                                  | N/A                        | 1995        |
| 1995 | A néma tanú                                                                      | N/A                                  | N/A                        | 1996        |
| 1995 | Ádáz küzdelem                                                                    | N/A                                  | N/A                        | 2001        |
| 1995 | Az utolsó esély                                                                  | N/A                                  | N/A                        | 1996        |
| 1995 | Drága barát                                                                      | N/A                                  | N/A                        | 1996        |
| 1995 | Egy füst alatt – Beindulva                                                       | Brooklynról nyilatkozó idős néger    | N/A                        | 1996        |
| 1995 | Egy kölyök Arthur király udvarában                                               | Merlin                               | Ron Moody                  | 1996        |
| 1995 | Életveszélyes (1. magyar szinkron)                                               | Mac                                  | R. G. Armstrong            | 1996        |
| 1995 | Első fokon                                                                       | Jacob Sarner                         | Peter Boretski             | 1996        |
| 1995 | Hidegláz                                                                         | Siggi                                | Gísli Halldórsson          | 1997        |
| 1995 | Jéghercegnő (1. magyar szinkron)                                                 | N/A                                  | N/A                        | 1996        |
| 1995 | Korrupt szentek (1. magyar szinkron)                                             | N/A                                  | N/A                        | 1997        |
| 1995 | Megkísértve                                                                      | Dr. Doyle                            | John Gielgud               | 1996        |
| 1995 | Nixon                                                                            | John Mitchell                        | E. G. Marshall             | 1997        |
| 1995 | Pocahontas – A legenda                                                           | Mochiqus                             | Billy Two Rivers           | 1996        |
| 1995 | Titkos kommandó (1. magyar szinkron)                                             | N/A                                  | N/A                        | 1996        |
| 1995 | Üzenet az űrből                                                                  | Ben Cully                            | Howard Morris              | 1996        |
| 1995 | Viking monda                                                                     | Magnus                               | Rúrik Haraldsson           | 1995        |
| 1996 | A csendestárs                                                                    | Donald Fallon                        | Eli Wallach                | 1997        |
| 1996 | A repülés hercege                                                                | N/A                                  | N/A                        | 1997        |
| 1996 | A rettegés arca                                                                  | N/A                                  | N/A                        | 1996        |
| 1996 | Csillagvirágok                                                                   | N/A                                  | N/A                        | 1998        |
| 1996 | Egy hölgy arcképe                                                                | Mr. Touchett                         | John Gielgud               | 1999        |
| 1996 | Elektrosokk                                                                      | Mr. Schaefer                         | Philip Bruns               | 1998        |
| 1996 | Esthajnalcsillag                                                                 | Hector Scott                         | Donald Moffat              | 1998        |
| 1996 | Föld mínusz zéró                                                                 | Dr. Mobius Jefferson                 | Pat Morita                 | 1998        |
| 1996 | Ha ölni kell                                                                     | Omar Noose bíró                      | Patrick McGoohan           | 1997        |
| 1996 | Hullámtörés                                                                      | Nagyapa                              | Phil McCall                | 1998        |
| 1996 | Idegroncs-derbi                                                                  | Mr. Hammerman                        | Rod Steiger                | 1997        |
| 1996 | Jeruzsálem                                                                       | N/A                                  | N/A                        | 1998        |
| 1996 | Lone Star – Ahol a legendák születnek                                            | Ben Wetzel                           | Richard Andrew Jones       | 1997        |
| 1996 | Manhattanre leszáll az éj                                                        | Liam Casey                           | Ian Holm                   | 1998        |
| 1996 | Muppet kincses sziget                                                            | Statler (hang)                       | Jerry Nelson               | 2001        |
| 1996 | Norma Jean és Marilyn                                                            | Lee Strasberg                        | Dana Goldstone             | 1997        |
| 1996 | Reménysugár                                                                      | David „Dave” Altman                  | Harold Gould               | 2001        |
| 1996 | Szablya a parancsnoktól                                                          | Gniewisz                             | Witold Pyrkosz             | 1998        |
| 1996 | Tövismadarak: A hiányzó évek                                                     | N/A                                  | N/A                        | 1996        |
| 1996 | Végképp eltörölni                                                                | Daniel Harper hadügyi államtitkár    | Andy Romano                | 1997        |
| 1997 | A házasságszerzők                                                                | Mr. O’Hara Aran szigetéről           | Jimmy Keogh                | 2000        |
| 1997 | A mi Urunk testvére                                                              | N/A                                  | N/A                        | 1998        |
| 1997 | A vadon foglyai                                                                  | Styles                               | L. Q. Jones                | 1998        |
| 1997 | Arlette szerencséje                                                              | Lulu, Arlette apja                   | Jean-Pierre Castaldi       | 2003        |
| 1997 | Az igazi tündérmese (2. magyar szinkron)                                         | Harry Briggs                         | Bob Peck                   | 2000        |
| 1997 | Gattaca                                                                          | Caesar                               | Ernest Borgnine            | 1998        |
| 1997 | Hazudozni Amerikában                                                             | N/A                                  | N/A                        | 1997        |
| 1997 | Tizenkét dühös ember (1. magyar szinkron)                                        | Kilencedik esküdt                    | Hume Cronyn                | 1998        |
| 1997 | Törökfürdő (2. magyar szinkron)                                                  | N/A                                  | N/A                        | 2005        |
| 1998 | A semmi közepén                                                                  | N/A                                  | N/A                        | 2000        |
| 1998 | Alaszka aranya                                                                   | Whiskers                             | William Morgan Sheppard    | 1999        |
| 1998 | Az Olsen-banda 14.: Az Olsen-banda legutolsó küldetése (2. magyar szinkron)      | N/A                                  | N/A                        | 2001        |
| 1998 | Életvonat                                                                        | Bölcs                                | Constantin Codrescu        | 2001        |
| 1998 | Elizabeth                                                                        | V. Pius pápa                         | John Gielgud               | 1999        |
| 1998 | Félelem és reszketés Las Vegasban                                                | Borszín-szmokingos                   | Richard Portnow            | 1999        |
| 1998 | Hajszál híján hősök                                                              | Jackson                              | Patrick Cranshaw           | 1999        |
| 1998 | Jöttünk, láttunk, visszamennénk 2.                                               | Maurice                              | Jacques François           | 1999        |
| 1998 | Moby Dick                                                                        | Faragómester                         | Norman Yemm                | 1999        |
| 1998 | Perlekedő szerelem                                                               | N/A                                  | N/A                        | 2002        |
| 1998 | Szerelemben Erzsébettel                                                          | N/A                                  | N/A                        | 1999        |
| 1998 | Torrente                                                                         | Padre                                | Tony Leblanc               | 1999        |
| 1998 | Tűzlovas                                                                         | N/A                                  | N/A                        | 2003        |
| 1999 | A hosszúsági fok                                                                 | Lord Morton                          | Brian Cox                  | 2005        |
| 1999 | A keresztapus                                                                    | Vito Graziosi                        | Burt Young                 | 2000        |
| 1999 | A napfény íze                                                                    | Ferenc József császár                | Frederick Treves           | 1999        |
| 1999 | A napfény íze                                                                    | Bettelheim rabbi                     | nem szólal meg             | 1999        |
| 1999 | A tehetséges Mr. Ripley                                                          | Alvin MacCarron                      | Philip Baker Hall          | 2000        |
| 1999 | Az ártatlanság elvesztése                                                        | N/A                                  | N/A                        | 2001        |
| 1999 | Édesek és mostohák 1-2.                                                          | Robinson                             | Peter Copley               | 2003        |
| 1999 | Életfogytig                                                                      | Idős Willie Long                     | Obba Babatundé             | 2000        |
| 1999 | Himalája – Az élet sója                                                          | Tinle                                | Thilen Lhondup             | 2003        |
| 1999 | Ilyen a boksz (1. magyar szinkron)                                               | Dante Solomon                        | Jack Carter                | 2000        |
| 1999 | Minden héten háború                                                              | Tulajdonosok képviselője             | Charlton Heston            | 2000        |
| 1999 | Muppet-show az űrből (első-két magyar szinkron)                                  | Statler (hang)                       | Jerry Nelson               | 2000        |
| 1999 | Muppet-show az űrből (első-két magyar szinkron)                                  | Waldorf (hang)                       | Dave Goelz                 | 2001        |
| 1999 | Papakereső (1. magyar szinkron)                                                  | N/A                                  | N/A                        | 2004        |
| 1999 | Purgatórium                                                                      | Kocsis                               | R. G. Armstrong            | 2001        |
| 1999 | Salsa                                                                            | Barreto                              | Cobas Puente               | 2003        |
| 1999 | Szeretteink                                                                      | N/A                                  | N/A                        | 2005        |
| 1999 | Szürke bagoly                                                                    | Harry Champlin                       | Vlasta Vrana               | 2000        |
| 1999 | Testvérbosszú                                                                    | Augustus                             | Carmen DiStefano           | 2000        |
| 1999 | The Straight Story – Az igaz történet                                            | Alvin Straight                       | Richard Farnsworth         | 2003        |
| 1999 | Tingli-tangli                                                                    | Gilbert apja                         | Charles Simon              | 2004        |
| 1999 | Tűzzel-vassal                                                                    | Barabasz                             | Gustaw Lutkiewicz          | 2000        |
| 2000 | A bevetés szabályai (1. magyar szinkron)                                         | H. Lawrence Hodges tábornok          | Philip Baker Hall          | 2001        |
| 2000 | Anna – 5. rész                                                                   | Palmer Winfield                      | Barry Morse                | 2000        |
| 2000 | Csupasz pisztoly a (z)űrben                                                      | A pápa                               | N/A                        | 2004        |
| 2000 | Farkasok szövetsége                                                              | Cecile apja                          | Pierre Castagne            | 2001        |
| 2000 | Nyomd a lóvét! (1. magyar szinkron)                                              | Sterling Johnson                     | Frank Gorshin              | 2000        |
| 2000 | Patkánymese                                                                      | Geraldo atya                         | Niall Toibin               | 2002        |
| 2000 | Száz lépés                                                                       | N/A                                  | N/A                        | 2003        |
| 2001 | A hetedik mennyország (2. magyar szinkron)                                       | Hector Dougal McElroy                | Robert Fyfe                | 2007        |
| 2001 | A Jade Skorpió átka                                                              | Charlie                              | Irwin Corey                | 2003        |
| 2001 | A levél                                                                          | N/A                                  | N/A                        | 2003        |
| 2001 | Amélie csodálatos élete                                                          | Raymond Dufayel                      | Serge Merlin               | 2002        |
| 2001 | Moulin Rouge!                                                                    | A doktor                             | Garry McDonald             | 2002        |
| 2001 | Quo Vadis?                                                                       | Crispus                              | Jerzy Nowak                | 2002        |
| 2001 | Tenenbaum, a háziátok                                                            | Pagoda                               | Kumar Pallana              | 2002        |
| 2001 | Tutira kamuzunk tovább                                                           | Mordechai                            | Lucien Layani              | 2006        |
| 2001 | Utazás Tündérszigetre                                                            | Mage                                 | Jay Brazeau                | 2002        |
| 2001 | Vad kanok (1. magyar szinkron)                                                   | MacDonald nagypapa                   | Buck Kartalian             | 2001        |
| 2002 | A kismenő                                                                        | Blake inasa                          | Earl Schuman               | 2002        |
| 2002 | Ámen.                                                                            | Idős bíboros                         | Theodor Danetti            | 2003        |
| 2002 | Hős                                                                              | Öreg szolga                          | Tianyong Zheng             | 2004        |
| 2002 | Költői szerelem                                                                  | Sir George                           | Graham Crowden             | 2003        |
| 2002 | Tökös csaj                                                                       | Gondnok a diszkóban                  | Dick Gregory               | 2003        |
| 2003 | A nagy szerep (1. magyar szinkron)                                               | N/A                                  | N/A                        | 2006        |
| 2003 | Good bye, Lenin!                                                                 | Herr Ganske                          | Jürgen Holtz               | 2004        |
| 2003 | Jó fiú!                                                                          | N/A                                  | N/A                        | 2004        |
| 2003 | Kegyetlen bánásmód                                                               | Herb Myerson                         | Tom Aldredge               | 2003        |
| 2003 | Ki nevel a végén?                                                                | Bob Sheppard                         | Bob Sheppard               | 2003        |
| 2003 | Meghasonlás                                                                      | Roy Sr., Roy apja                    | Richard Bull               | 2005        |
| 2003 | Osama                                                                            | Vénember                             | N/A                        | 2005        |
| 2003 | Vasárnapi ebéd                                                                   | Onorevole Torrisi képviselő          | Gianfranco Barra           | 2005        |
| 2004 | 80 nap alatt a Föld körül                                                        | Jean Michel                          | Robert Fyfe                | 2004        |
| 2004 | Az 50 első randi                                                                 | Öreg hawaii                          | Joe Nakashima              | 2004        |
| 2004 | Az élet egy csoda                                                                | Vujan                                | Obrad Djurovic             | 2005        |
| 2004 | Az ifjú Churchill kalandjai                                                      | Lord W’ruff                          | Leslie Phillips            | 2006        |
| 2004 | Halott madarak                                                                   | Idős banki alkalmazott               | Ted Manson                 | 2005        |
| 2004 | Lucky Luke és a Daltonok                                                         | Öreg                                 | Darry Cowl                 | 2005        |
| 2004 | Neveletlen hercegnő 2. – Eljegyzés a kastélyban                                  | Lord Palimore                        | Tom Poston                 | 2005        |
| 2004 | Szakítani tudni kell                                                             | Mr. Lynch                            | Patrick Cranshaw           | 2004        |
| 2004 | Vejedre ütök                                                                     | Ira bíró                             | Shelley Berman             | 2005        |
| 2005 | A köd                                                                            | Mr. Latham                           | Robert Harper              | 2006        |
| 2005 | A leggyorsabb Indian                                                             | Jake                                 | Saginaw Grant              | 2007        |
| 2005 | A randiguru                                                                      | Mr. O’Brian                          | Philip Bosco               | 2005        |
| 2005 | Az eltakarítónő                                                                  | Mr. Brown                            | James Booth                | 2006        |
| 2005 | Beépített szépség 2. – Csábítunk és védünk                                       | Buster Harrison                      | Don Perry                  | 2005        |
| 2005 | Bobby, a hűséges terrier                                                         | N/A                                  | N/A                        | 2006        |
| 2005 | Casanova                                                                         | Vittorio                             | Paddy Ward                 | 2006        |
| 2005 | Hazárd megye lordjai                                                             | Jesse Duke bácsi                     | Willie Nelson              | 2006        |
| 2005 | Melquiades Estrada három temetése                                                | Öregember a rádióval                 | Levon Helm                 | 2007        |
| 2005 | Párbaj nyomtatásban                                                              | ?                                    | ?                          | 2007        |
| 2005 | Twist Olivér                                                                     | Étkezdei felügyelő                   | Peter Copley               | 2005        |
| 2005 | Ünneprontók ünnepe                                                               | Rabbi                                | Jules Mandel               | 2006        |
| 2006 | A belső ember                                                                    | Herman Gluck                         | Gerry Vichi                | 2006        |
| 2006 | A texasi láncfűrészes mészárlás: A kezdet                                        | Monty                                | Terrence Evans             | 2007        |
| 2006 | Az erdő                                                                          | Doktor                               | James Bradford             | 2006        |
| 2006 | Az utolsó adás                                                                   | Chuck Akers                          | L. Q. Jones                | 2007        |
| 2006 | Bor, mámor, Provence                                                             | Duflot papa                          | Jacques Herlin             | 2007        |
| 2006 | Farkasok völgye: Irak                                                            | N/A                                  | N/A                        | 2007        |
| 2006 | Ízlésficam                                                                       | Vince nagyapja                       | John Bliss                 | 2007        |
| 2006 | Nagypályás kiskutyák                                                             | Bob seriff                           | Patrick Cranshaw           | 2008        |
| 2006 | Revans                                                                           | N/A                                  | N/A                        | 2009        |
| 2006 | Rocky Balboa                                                                     | Martin                               | Henry G. Sanders           | 2007        |
| 2006 | Védd magad!                                                                      | DiNorscio, Sr.                       | Gene Ruffini               | 2006        |
| 2006 | Walker Payne                                                                     | Chester                              | Bruce Dern                 | 2008        |
| 2007 | Az ígéret szép szó                                                               | Öregember                            | Obrad Djurovic             | 2008        |
| 2007 | Vaskabátok                                                                       | Bob Walker                           | Karl Johnson               | 2007        |
| 2007 | Zodiákus                                                                         | Kurta                                | James Carraway             | 2007        |
| 2008 | Első vasárnap                                                                    | Mr. Wally                            | Gerry Black                | 2008        |
| 2008 | Ne szórakozz Zohannal                                                            | Zohan apja                           | Shelley Berman             | 2008        |
| 2010 | Tőzsdecápák 2. – A pénz nem alszik                                               | Warren Buffett                       | Warren Buffett             | 2010        |
| 2010 | Tőzsdecápák 2. – A pénz nem alszik                                               | Páciens                              | Edmund Lyndeck             | 2010        |

### Filmsorozatok
| Agatha Christie: Poirot epizódjai | Agatha Christie: Poirot epizódjai | Agatha Christie: Poirot epizódjai | Agatha Christie: Poirot epizódjai                  | Agatha Christie: Poirot epizódjai | Agatha Christie: Poirot epizódjai | Agatha Christie: Poirot epizódjai |
| Év                                | Évad                              | Epizód                            | Epizódcím                                          | Szereplő                          | Színész                           | Szinkron év                       |
| --------------------------------- | --------------------------------- | --------------------------------- | -------------------------------------------------- | --------------------------------- | --------------------------------- | --------------------------------- |
| 1988                              | 1                                 | 10                                | Az álom                                            | Benedict Farley                   | Alan Howard                       | 1996                              |
| 1989                              | 2                                 | 1                                 | Veszedelem a romházban (1. magyar magyar szinkron) | Dr. Graham                        | John Crocker                      | 1996                              |
| 1992                              | 5                                 | 4                                 | Az eltűnt végrendelet                              | Andrew Marsh                      | Mark Kingston                     | 1997                              |
| 1999                              | 7                                 | 2                                 | Lord Edgware halála                                | Sir Montagu Corner                | John Quentin                      | 2001                              |

| Derrick epizódjai | Derrick epizódjai | Derrick epizódjai | Derrick epizódjai                                                  | Derrick epizódjai          | Derrick epizódjai     | Derrick epizódjai |
| Év                | Évad              | Epizód            | Epizódcím                                                          | Szereplő                   | Színész               | Szinkron év       |
| ----------------- | ----------------- | ----------------- | ------------------------------------------------------------------ | -------------------------- | --------------------- | ----------------- |
| 1983              | 10                | 3                 | Egy éjszaka titka / Egy éjszaka titkai (1. magyar magyar szinkron) | Fischer, házmester         | Siegfried Wischnewski | 1984              |
| 1984              | 11                | 5                 | Halálos kiút (1. magyar magyar szinkron)                           | Robert Hauser, Günter apja | Sigfrit Steiner       | 1986              |
| 1985              | 12                | 4                 | Halott aranyhal                                                    | N/A                        | N/A                   | 2010              |
| 1985              | 12                | 5                 | Ki lőtte le Asmyt?                                                 | N/A                        | N/A                   | 2010              |
| 1985              | 12                | 9                 | Derrick hosszú éjszakája (1. magyar magyar szinkron)               | Dr. Bomann                 | Klaus Schwarzkopf     | 1988              |

| James Bond-sorozat | James Bond-sorozat                      | James Bond-sorozat | James Bond-sorozat | James Bond-sorozat |
| Év                 | Cím                                     | Szereplő           | Színész            | Szinkron év        |
| ------------------ | --------------------------------------- | ------------------ | ------------------ | ------------------ |
| 1967               | Csak kétszer élsz                       | Q                  | Desmond Llewelyn   | 1996               |
| 1985               | Halálvágta (2. magyar szinkron)         | Dr. Carl Mortner   | Willoughby Gray    | 2001               |
| 1987               | Halálos rémületben (2. magyar szinkron) | M                  | Robert Brown       | 1996               |
| 1987               | A magányos ügynök (2. magyar szinkron)  | M                  | Robert Brown       | 2001               |
| 1995               | Aranyszem                               | Q                  | Desmond Llewelyn   | 1995               |
| 1999               | A világ nem elég                        | Q                  | Desmond Llewelyn   | 2000               |

| Miss Marple történetei | Miss Marple történetei       | Miss Marple történetei | Miss Marple történetei | Miss Marple történetei |
| Év                     | Cím                          | Szereplő               | Színész                | Szinkron év            |
| ---------------------- | ---------------------------- | ---------------------- | ---------------------- | ---------------------- |
| 1984                   | A láthatatlan kéz            | Mr. Cleat              | Gordon Rollings        | 2001                   |
| 1984                   | Egy marék rozs               | Mr. Crump              | Frank Mills            | 1987                   |
| 1986                   | Nemezis (2. magyar szinkron) | Jason Rafiel           | Frank Gatliff          | 2004                   |
| 1987                   | Paddington 16:50             | Luther Crackenthorpe   | Maurice Denham         | 2003                   |

| Rendőrakadémia-sorozat | Rendőrakadémia-sorozat                          | Rendőrakadémia-sorozat  | Rendőrakadémia-sorozat | Rendőrakadémia-sorozat |
| Év                     | Cím                                             | Szereplő                | Színész                | Szinkron év            |
| ---------------------- | ----------------------------------------------- | ----------------------- | ---------------------- | ---------------------- |
| 1985                   | Rendőrakadémia 2. – Az első bevetés             | Eric Lassard parancsnok | George Gaynes          | 1989                   |
| 1986                   | Rendőrakadémia 3. – Újra kiképzésen             | Eric Lassard parancsnok | George Gaynes          | 1989                   |
| 1987                   | Rendőrakadémia 4. – Zseniális amatőrök az utcán | Eric Lassard parancsnok | George Gaynes          | 1990                   |
| 1988                   | Rendőrakadémia 5. – Irány Miami Beach!          | Eric Lassard parancsnok | George Gaynes          | 1990                   |

### Sorozatok
| Év        | Cím                                       | Szereplő                                 | Színész                | Szinkron év |
| --------- | ----------------------------------------- | ---------------------------------------- | ---------------------- | ----------- |
| 1957      | Zorro I/1-22. (2. magyar szinkron)        | Felipe atya                              | Romney Brent           | 1992        |
| 1966      | Az Angyal V.                              | Teal felügyelő                           | Ivor Dean              | 1997        |
| 1973-1983 | Életutak                                  | Gyemjan Inyutyin                         | Nyikolaj Mihejev       | 1987        |
| 1974-1975 | Kojak II-III.                             | Ruby Kabelsky                            | Leonardo Cimino        | 1994        |
| 1974-1975 | Kojak II-III.                             | Badaduchi kapitány                       | Daniel J. Travanti     | 1995        |
| 1975      | Columbo V. (2. magyar szinkron)           | Dr. Westrum                              | Robert F. Simon        | 1993        |
| 1977      | A názáreti Jézus 1-4.                     | Nikodémus                                | Laurence Olivier       | 1990        |
| 1977      | Starsky és Hutch III.                     | Zachary                                  | Morgan Woodward        | 1985        |
| 1979      | Forró szél                                | Krstivoje Krstić                         | Dragomir Bojanić Gidra | 1984        |
| 1979      | Hazárd megye lordjai I.                   | Dewey Stovall                            | Paul Brinegar          | 1984        |
| 1981      | A hitelkártya rabja                       | Coogan                                   | Sean Sullivan          | 1988        |
| 1981      | Ezek ketten nem egyeznek I.               | Oliver Smallbridge                       | Windsor Davies         | 1986        |
| 1981      | Kórház a város szélén II.                 | Fast, mérnök                             | Svatopluk Benes        | 1983        |
| 1981-1996 | Csak a kötözött bolondok                  | Albert Trotter bácsi                     | Buster Merryfield      | 2004        |
| 1982      | A fekete álarc 1-8.                       | N/A                                      | N/A                    | 1985        |
| 1982      | Knight Rider I.                           | Wilton Knight (első-két részben)         | Richard Basehart       | 1992        |
| 1982      | Marco Polo                                | Kormányzó                                | Zhengyin Cao           | 1984        |
| 1983      | Fekete Vipera I/4-12.                     | Lord Ross                                | Richard Murdoch        | 1998        |
| 1983      | Knight Rider II.                          | Archibald                                | George Murdock         | 1992        |
| 1983-1985 | Ausztrál expressz                         | Ben Jones                                | Gus Mercurio           | 1990-1991   |
| 1984      | A haza                                    | Mathias                                  | Willi Burger           | 1996        |
| 1984      | Gyilkos sorok I.                          | Cagliostro                               | José Ferrer            | 1997        |
| 1984      | Gyilkos sorok I.                          | Lew Feldman                              | Milton Berle           | 1997        |
| 1984      | Mentők                                    | Dr. Novotný                              | Zdeněk Řehoř           | 1986        |
| 1984      | Polip I.                                  | Scardona államügyész                     | Michele Abruzzo        | 1988        |
| 1984-1985 | Halló, halló! I-II. (2. magyar szinkron)  | Roger Leclerc                            | Jack Haig              | 2001        |
| 1984-1986 | Dempsey és Makepeace (2. magyar szinkron) | Lord Winfield, Makepeace apja            | Ralph Michael          | 2002        |
| 1985      | A simlis és a szende II.                  | Thornton Wellman                         | Sid Conrad             | 1993        |
| 1985      | Az idő és a szél                          | Bento Amaral                             | José Lewgoy            | 1989        |
| 1985      | Repülőorvosok                             | Dr. Harry Sinclair                       | Keith Eden             | 1992        |
| 1985-1987 | Fogat fogért I-III.                       | Dr. Oswald Baumann                       | Günther Grabbert       | 1988-1989   |
| 1986-1988 | Halló, halló! III-V.                      | Roger Leclerc                            | Jack Haig              | 2001-2002   |
| 1986-1988 | Sherlock Holmes visszatér                 | Sherman                                  | Gordon Gostelow        | 1997        |
| 1986-1988 | Sherlock Holmes visszatér                 | Sydney Johnson                           | Geoffrey Bayldon       | 1997        |
| 1986-1990 | A Guldenburgok öröksége                   | Kurt Kröger                              | Friedrich Schütter     | 1990-1993   |
| 1987      | A mesemondó                               | Király                                   | Richard Vernon         | 1990        |
| 1987      | Polip III.                                | Nicola Antinari                          | Alain Cuny             | 1990        |
| 1987-1988 | A klinika II-III.                         | Dr. Neubert                              | Dieter Eppler          | 1990-1998   |
| 1988      | Pumukli kalandjai II.                     | Lederer úr                               | Fritz Strassner        | 1991        |
| 1988      | Texasi krónikák: Lonesome Dove            | Doktor                                   | Kevin O’Morrison       | 2002        |
| 1989      | Columbo IX.                               | Dr. Sydney Hammer                        | George Coe             | 1994        |
| 1990      | Majd a komornyik I.                       | N/A                                      | N/A                    | 2003        |
| 1991-1992 | Haszonlesők                               | Mr. Thorpe                               | Michael Bilton         | 1997        |
| 1992      | Az ifjú Indiana Jones kalandjai 1-16.     | Professor Henry Jones, Sr.               | Lloyd Owen             | 1994        |
| 1992      | Lucky Luke                                | Axel Ericson                             | Jack Elam              | 1994        |
| 1993      | Acapulco akciócsoport I.                  | Gregor Androv                            | Ivan J. Rado           | 1996        |
| 1993      | Acapulco akciócsoport I.                  | Temetkezési vállalkozó                   | N/A                    | 1996        |
| 1993      | Csengetett, Mylord? IV.                   | Swaffham grófja                          | Richard Vernon         | 2001        |
| 1993      | Extralarge II.                            | Wong herceg                              | Chao Li Chi            | 1994        |
| 1993      | Extralarge II.                            | Mr. BraunDon MicheleDon Philippe atya    | N/A                    | 1994        |
| 1993      | Hegylakó II.                              | Eli Jarmel                               | Tom Watson             | 1997        |
| 1993      | SeaQuest – A mélység birodalma I.         | N/A                                      | N/A                    | 1999        |
| 1993      | Time Trax – Hajsza az időn át II.         | Lamont Carson hadnagy                    | Ralph Waite            | 1998        |
| 1993-1994 | X-akták I-II.                             | Dr. Katz                                 | George Touliatos       | 1995-1996   |
| 1993-1994 | X-akták I-II.                             | Joseph Cash börtönőr                     | Don MacKay             | 1995-1996   |
| 1993-1994 | X-akták I-II.                             | Stan Phillips                            | Eric Christmas         | 1995-1996   |
| 1993-1994 | X-akták I-II.                             | Harry Cokely idősen                      | Morgan Woodward        | 1995-1996   |
| 1993-1994 | X-akták I-II.                             | Főpap                                    | Kay E. Kuter           | 1995-1996   |
| 1994      | Martin Chuzzlewit 1-6.                    | Old Martin Chuzzlewit/Anthony Chuzzlewit | Paul Scofield          | 1996        |
| 1994      | Middlemarch 1-7.                          | Bulstrode                                | Peter Jeffrey          | 1998        |
| 1994      | Walker, a texasi kopó II.                 | Miles Douglas                            | William Prince         | 1998        |
| 1995      | Hozományvadászok 1-5.                     | St. George ezredes                       | Peter Michael Goetz    | 1996        |
| 1995      | Végtelen határok I.                       | Harlan Hawkes                            | William Hickey         | 1998        |
| 1996      | A pampák királya                          | Geremias Berdinazzi                      | Raul Cortez            | 1997        |
| 1996      | X-akták IV. (1. magyar szinkron)          | Az ápolt körmű férfi                     | John Neville           | 1999        |
| 1998-2007 | Maffiózók                                 | Corrado John Soprano Jr.                 | Dominic Chianese       | 1999-2007   |
| 1999      | A szenvedély vihara 1-5.                  | José                                     | Raoul Billerey         | 2001        |
| 2000      | Félig üres I.                             | Cipőjavító                               | Buck Kartalian         | 2008        |
| 2000      | Szívek szállodája I.                      | Edward James                             | Jay Gerber             | 2003        |
| 2001      | Az elit alakulat                          | Biciklis öreg                            | James Greene           | 2001        |
| 2001      | Az elit alakulat                          | N/A                                      | N/A                    | 2001        |
| 2002      | Az álcázás mestere                        | Nagyapa                                  | Harold Gould           | 2003        |
| 2002      | Az álcázás mestere                        | szövegek felolvasása                     | –                      | 2003        |
| 2006      | Futottak még… II.                         | Ronnie Corbett                           | Ronnie Corbett         | 2006        |

### Rajz- és animációs filmek
| Év   | Cím                                                      | Szereplő                         | Szinkronhang               | Szinkron év |
| ---- | -------------------------------------------------------- | -------------------------------- | -------------------------- | ----------- |
| 1957 | A hókirálynő (3. magyar szinkron)                        | Ole Lukoje                       | Vlagyimir Gribkov          | 2000        |
| 1962 | Vadhattyúk (1. magyar szinkron)                          | Szerzetes                        | Szergej Martyinszon        | 1994        |
| 1969 | Tintin és a Nap temploma (1. magyar szinkron)            | A nagy inka                      | N/A                        | 1992        |
| 1972 | A nagy Vörös Sárkány                                     | Marco nagyapja                   | N/A                        | 1991        |
| 1977 | Lolka és Bolka a Föld körül (2. magyar szinkron)         | Ali Baba                         | Kazimierz Brusikiewicz     | 2001        |
| 1977 | Lolka és Bolka a Föld körül (2. magyar szinkron)         | Öreg pap                         | Tomasz Zaliwski            | 2001        |
| 1977 | Márton, a foltozóvarga                                   | Zarándok                         | N/A                        | 1989        |
| 1979 | Gulliver utazásai                                        | Roberto miniszter                | N/A                        | 1993        |
| 1982 | Az utolsó egyszarvú                                      | Haggard király                   | Christopher Lee            | 1994        |
| 1986 | Babar és a Télapó                                        | Kornéliusz                       | Brahm Olzynko              | 1993        |
| 1986 | Hajós Bill, a botcsinálta kalóz                          | Morogi kapitány                  | N/A                        | 1993        |
| 1986 | Rob Roy                                                  | Argyle herceg                    | N/A                        | 1992        |
| 1987 | A kincses sziget                                         | Dr. Livesey                      | N/A                        | 1992        |
| 1987 | Törpék csodálatos kalandjai (1. magyar szinkron)         | Omar                             | John Vernon                | 1993        |
| 1988 | Akira                                                    | Első tanácsos                    | Kitamura Kóicsi            | 2006        |
| 1989 | Babar: A győzelem ünnepe                                 | Kornéliusz                       | Chris Wiggins              | 1997        |
| 1989 | Babar – I/6. rész: Babar választása (2. magyar szinkron) | Kornéliusz                       | Chris Wiggins              | 1992        |
| 1990 | Diótörő (2. magyar szinkron)                             | Király                           | Len Carlson                | 1996        |
| 1991 | Micimackó és a karácsony                                 | Füles                            | Peter Cullen               | 2002        |
| 1993 | Batman: A rém álarca                                     | Carl Beaumont                    | Stacy Keach                | 1994        |
| 1994 | Frédi és Béni: Karácsonyi harácsoló                      | Joe                              | N/A                        | 2006        |
| 2000 | Tigris színre lép                                        | Füles                            | Peter Cullen               | 2000        |
| 2001 | Őslények országa 8. – A nagy fagy                        | Tappancs nagypapája              | Kenneth Mars               | 2001        |
| 2001 | Tom és Jerry – A varázsgyűrű                             | Ékszerész                        | Jim Cummings               | 2002        |
| 2002 | A Thornberry család – A mozifilm                         | Radcliff Thornberry ezredes      | Tim Curry                  | 2003        |
| 2002 | Micimackó: Boldog új mackóévet                           | Füles (+ Schwimmer János (ének)) | Peter Cullen               | 2002        |
| 2003 | Atlantisz 2. – Milo visszatér                            | Chakashi                         | Floyd „Red Crow” Westerman | 2003        |

### Rajzfilmsorozatok
| Év        | Cím                                                | Szereplő                        | Szinkronhang     | Szinkron év |
| --------- | -------------------------------------------------- | ------------------------------- | ---------------- | ----------- |
| 1962      | A Jetson család I. (1. magyar szinkron)            | N/A                             | N/A              | 1990        |
| 1965      | Atom Anti                                          | J. Dastardly Deeds              | Allan Melvin     | 1989        |
| 1975      | Tom és Jerry új kalandjai (1. magyar szinkron)     | Csillagkutya király (Nagykutya) | Alan Oppenheimer | 1987        |
| 1975      | Tom és Jerry új kalandjai (1. magyar szinkron)     | Öreg utazó                      | N/A              | 1987        |
| 1980      | Nils Holgersson csodálatos utazása a vadludakkal   | Pelyheske apja                  | N/A              | 1988        |
| 1981      | Egyszer volt… a világűr                            | Kapitány                        | Roger Carel      | 1994        |
| 1986      | Dragon Ball                                        | Son Gohan nagyapa               | Osamu Saka       | 1998        |
| 1987      | Kacsamesék I.                                      | Mr. Merriweather                | Hal Smith        | 1991        |
| 1987      | Kacsamesék I.                                      | Vadmacska                       | Chuck McCann     | 1991        |
| 1987      | Kobold kópék                                       | Renwick                         | Peter Cullen     | 1992        |
| 1987      | Kobold kópék                                       | Sipkás manó király              | N/A              | 1992        |
| 1989-1991 | Babar I-V.                                         | Kornéliusz                      | Chris Wiggins    | 1992        |
| 1990      | A hosszúlábú apu                                   | George Sempleton                | Ogata Kenicsi    | 1995        |
| 1990      | Balu kapitány kalandjai 1-47. (1. magyar szinkron) | Csütörtök felügyelő             | N/A              | 1992        |
| 1990      | Mumin (1. magyar szinkron)                         | Böngész bácsi                   | N/A              | 1992-1993   |
| 1990      | Robin Hood                                         | Harford püspök                  | Simaka Juu       | 1994-1995   |
| 1994      | Cro, az őshonos ősokos I.                          | Grey                            | Charles Adler    | 1996        |
| 1996      | Szindbád fantasztikus utazásai                     | N/A                             | N/A              | 1998        |
| 2000      | Babar VI.                                          | Kornéliusz                      | Chris Wiggins    | 2000        |
| 2001      | Mickey egér klubja                                 | Füles                           | Peter Cullen     | 2003        |

## Rádiójáték
- Branislav Nusics: A gyanús személy (1966)
- Balzac, Honoré de: Goriot apó (1970)
- Dosztojevszkij: A Karamazov testvérek (1971)
- Lipták Gábor: A kevi dénárok (1971)
- Marlowe, Christophe: Doktor Faustus tragikus históriája (1971)
- Molnár Gábor: Vadászúton a Tapajos mocsaraiban... (1971)
- Magyar parnasszus: Emlékezés Zalka Mátéra (1972)
- Berza László: Szepsi Csombor Mártonnak külömb-külömbféle tapasztalásai Európa országaiban (1974)
- Bez, Helmut: Visszaút (1974)
- Babits Mihály: Barackvirág (1979)
- Tatay Sándor: Kinizsi Pál (1980)
- Lev Tolsztoj: A sötétség hatalma (1981)
- Dominique-André Kergal: Holnap történt (1982)
- Matteo Bandello: A pajzán griffmadár (1982)
- Kis kamorámban gyertyát gyújték (1984)
- Mészöly Miklós: A bunker (1986)
- William Butler Yeats: A színészkirálynő (1987)
- Mándy Iván: Áramszünet (1988)
- Sziveri János: A csiga vére (1988)
- Weöres Sándor: Szent György és a sárkány (1990)
- Alekszandr Szolzsenyicin: A tankok igazsága (1993)
- Nádas Péter: Klára asszony háza (1993)
- Herczeg Ferenc: Az élet kapuja (1994)
- Rudyard Kipling: A fehér fóka (1995)
- Julianus barát jelentése a tatárveszedelemről (1996)
- Verga, Giovanni: Parasztbecsület (2000)
- Zalán Tibor: Kaland a nagy családerdőben (2002)
- Francis William Bain: A hajnal leánya (2003)
- Fehér Béla: Fültől fülig (2006)
- Péterfy Gergely: Bányató (2007)
- Rejtő Jenő: Csontbrigád (2007)
- Péhl Gabriella: Patthelyzet-requiem egy öregasszonyért (2010)
- Benedek Szabolcs: A tárogató (2011)
- Lanczkor Gábor: A malária (2012)

## Díjai, elismerései
- Jászai Mari-díj (1967)
- Érdemes művész (1979)
- A Magyar Köztársasági Érdemrend kiskeresztje (1996)
- A Magyar Köztársasági Érdemrend tisztikeresztje (2002)
- PUKK-díj (2008)
- Aase-díj (2009)